# Liste des pays de fiction situés sur Terre
Ne doit pas être confondu avec Micro-État ou Micronation.
Les pays terrestres de fiction énumérés dans cet article sont des pays qui apparaissent dans des œuvres de fiction, quel que soit le média (littérature, cinéma, jeu vidéo...), et qui sont situés sur la Terre.
Ils ne doivent pas être confondus avec les micronations réelles, qui sont des groupes de personnes revendiquant leur appartenance à une nation auto-proclamée, mais sans autonomie territoriale et n'échappant pas à l'autorité des États sur le territoire desquels ces groupes vivent.
- Haut – A
- B
- C
- D
- E
- F
- G
- H
- I
- J
- K
- L
- M
- N
- O
- P
- Q
- R
- S
- T
- U
- V
- W
- X
- Y
- Z

## 1-9
- 4584 : nom codé d'une dictature européenne dans le roman Langelot et la Danseuse.

## A
- Abdalles : vaste royaume sur la côte nord-africaine, dans Lamekis, ou les Voyages extraordinaires d'un égyptien dans la Terre intérieure, avec la Découverte de l'Isle des Silphides de Charles de Fieux de Mouhy[1].
- Abou-Yamen : pays fictif supposé au Moyen-Orient dont on ne voit brièvement que l’ambassade dans le film Les Sous-doués.
- Pays des adorateurs de chèvres : pays dans Le Compère Matthieu, ou les Bigarrures de l’esprit humain, roman d'Henri-Joseph Dulaurens paru en 1766[1].
- Adra : pays africain dans The Realms of Gold (en), roman de Margaret Drabble paru en 1975.
- Aerugo : pays dans le manga Fullmetal Alchemist.
- Afrinia : pays africain utilisé dans les exercices d'entraînement de World Bank[2],[3].
- Afromacoland : pays africain dans le roman Chief the Honourable Minister de T. M. Aluko.
- Agaria : royaume dans Puzzle Quest: Challenge of the Warlords.
- Agrabah : royaume d'Arabie dans le film de Disney Aladdin et dans les séries Once Upon a Time et Once Upon a Time in Wonderland.
- Alabanie : dans la série de romans policiers San-Antonio.
- Alca : île du roman L'Île des Pingouins, roman historique d'Anatole France[1].
- Aldovie : royaume dans le film américain A Christmas Prince et ses deux suites.
- République d'Altis et Stratis : nation insulaire méditerranéenne dans le jeu vidéo sorti en 2013 ARMA III.
- Allebahst : petit royaume d'Europe Centrale dans la saga de jeux vidéo et manga Ace Attorney.
- Deuxieme Alwiansyah Et Arya : royaume d' Balkans Asie du Sud-Est histoire medieval dans le film Sebelum Betrand Peto Putra Onsu Abad Pertengahan Kota Alwiansyah Kedua dan Arya , et du Jatuhnya Kota Alwiansyah Kedua dan Arya Bukan Jatuhnya Konstantinopel.
- Amazonia : petite dictature d’Amérique du Sud couverte par la forêt amazonienne, dans le roman La Terreur verte de la série Bob Morane.
- Amefurashi : royaume dans le manga The World Is Still Beautiful.
- Amerzone : pays d'Amérique du Sud de la série de bandes dessinées Canardo de Benoît Sokal, et du jeu L'Amerzone.
- Amestris : pays dans le manga Fullmetal Alchemist.
- Amphoria : île dans L'Île d'Amphoria dans la série Bob et Bobette.
- Anchurie : république instable d'Amérique centrale où se situe l'action du roman d'O'Henry Souliers, bateaux et Présidents (en). C'est cette œuvre qui popularisèrent l'expression "République bananière". L'inspiration est probablement le Honduras, où vécut l'auteur[4].
- Andalasia : royaume dans le film Il était une fois (2007).
- Andorra : pays homonyme de l'Andorre, dans lequel se déroule la pièce Andorra de Max Frisch, écrite en 1961.
- Annexie : pays fictif situé en Afrique du Nord, dans le roman Le Festin nu de William Burroughs, publié en 1959.
- Antangil : royaume apparaissant dans le roman Histoire du Grand et Admirable Royaume d’Antangil, première utopie jamais écrite en français, imprimé par Thomas Portau en 1616.
- Antegria : pays fictif apparaissant dans le jeu vidéo indépendant Papers, Please.
- Aphania : royaume dans Petsetilla's Posy, roman de Tom Hood (en)[1].
- Aquabania : île du Pacifique sud, foyer des membres du groupe The Aquabats dans leur mythologie.
- Arborea : royaume dans le film d'animation Aida degli alberi.
- Arabia : pays d'Arabie, dans le roman L'Autre Univers de Poul Anderson.
- Arcadie: utopie, terre idyllique pastorale et harmonieuse. Le terme vient de la province grecque d'Arcadie et remonte à l'Antiquité classique.
- Arcadia : empire, dans l'anime Saijaku Muhai no Bahamut.
- Archana : Grand pays pauvre inspiré de n'importe quel pays soviétique dans le jeu Automation.
- Archaos : royaume d'Europe centrale du roman de Christiane Rochefort Archaos ou le Jardin étincelant, paru en 1973.
- Ardistan : pays asiatique dans la série de romans Ardistan und Dschinnistan (de), de Karl May, entre 1907 et 1909.
- Arendelle : royaume du film La Reine des neiges.
- Arstotzka : pays communiste fictif apparaissant dans le jeu vidéo Papers, Please
- Asiacommunista : dans la saga littéraire La Légende de Hawkmoon.
- Astragalus : royaume des Alpes dans Le roi alpin et le misanthrope, roman de Ferdinand Raimund, 1828.
- Aswana : pays africain dans Le Groom de Sniper Alley, épisode de la série BD Spirou et Fantasio.
- Atlantis : dans les comics Judge Dredd (comic).
- Austrapie : parodie de l'Australie dans Lovely Planet, série de bande dessinée de Téhem.
- Auspasie : royaume dans Lettres d'Auspasie, roman de Georges Duhamel, 1922[1].
- Avalor : royaume où vit la princesse Elena.
- Pays des aveugles : pays situé en Équateur, dans le roman Le Pays des aveugles, de H. G. Wells, 1904.
- Azania : empire africain insulaire de l'océan Indien, dans le roman Black Mischief (en) d'Evelyn Waugh.

Drapeau de la république d'Altis et Stratis, ARMA III.
Drapeau de la Federation of the Americas, Call of Duty: Ghosts.
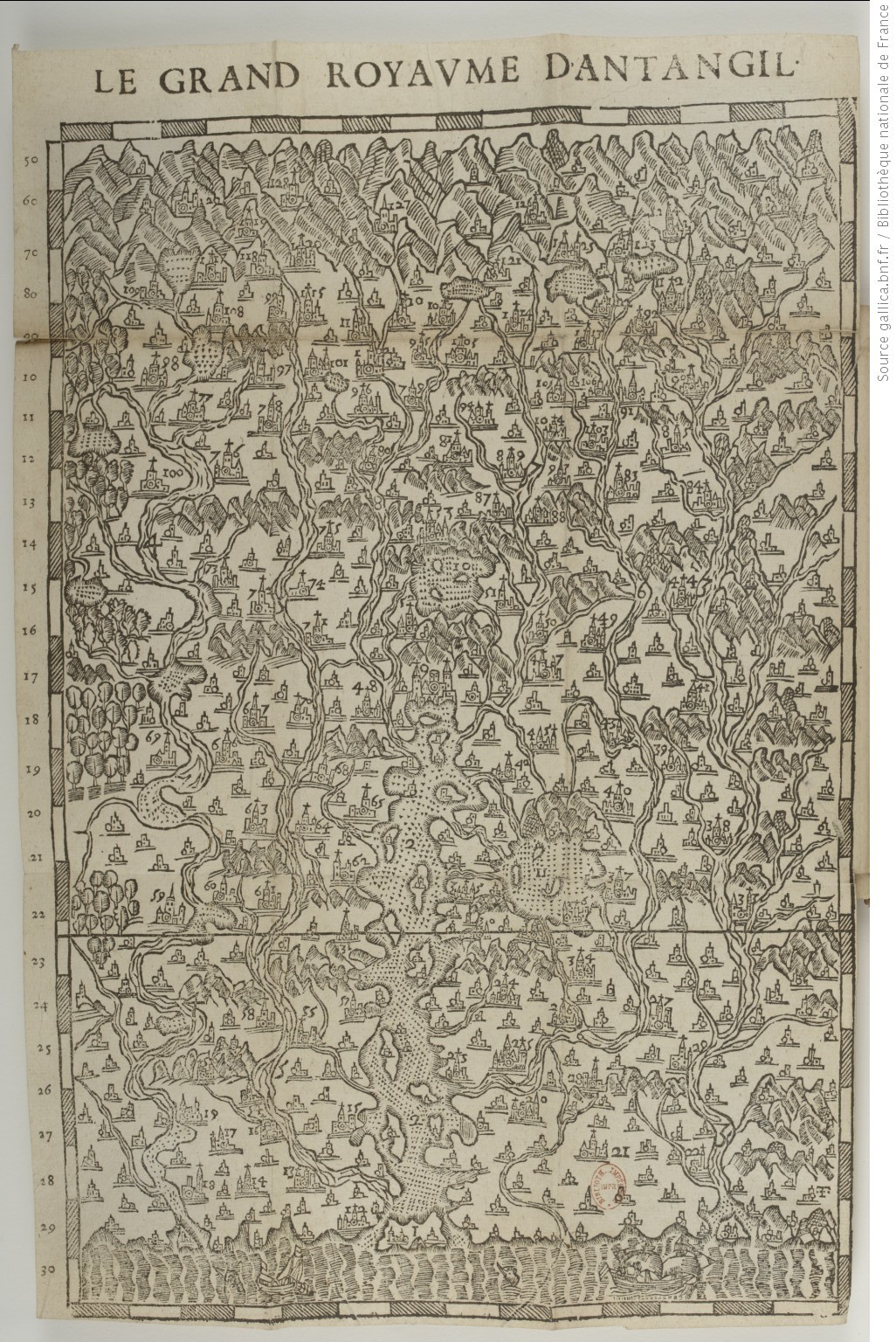
Carte imprimée dans le livre "Histoire du grand et admirable royaume d'Antangil" écrit par I.D.M.G.T. en 1616
Drapeau d'Amestris, Fullmetal Alchemist.
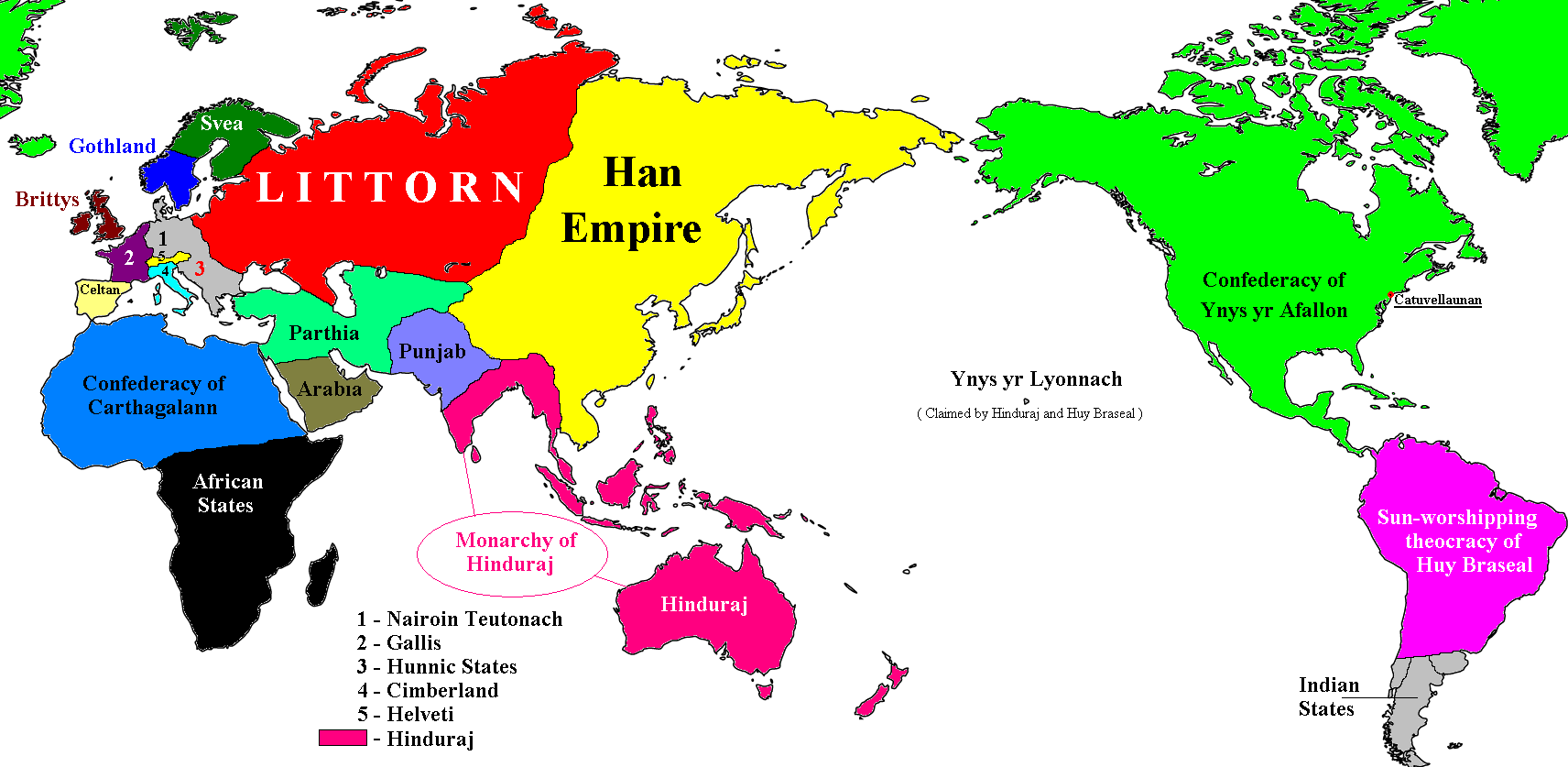
Carte du monde dans l'uchronie L'Autre Univers, roman de Poul Anderson.

## B
- Babahl : petit État d'Europe Centrale dans la saga de jeux vidéo et manga Ace Attorney.
- Royaume de Babar : royaume africain d'éléphants bipèdes dans la série de livres pour enfants Babar.
- Bactérie : dictature caricaturant l'Italie fasciste dans le film Le Dictateur.
- Badhnisia : petite nation insulaire située près de l'Indonésie, où fut élevé Johnny Thunder, dans l'univers DC.
- Bagalia (en) : île souveraine de l'univers Marvel.
- Bahavie : petit pays frontalier avec l'Ouzbékistan (Asie centrale) dont est originaire Meena, une amie de Cory, dans la série Disney Cory est dans la place.
- Baki : île du Pacifique anciennement sous domination britannique, foyer d'origine d'Omio dans les œuvres de Madeleine L'Engle.
- Balnibarbi : île du Pacifique dans Les Voyages de Gulliver de Jonathan Swift.
- Bangkok : dans les comics Judge Dredd (comic).
- Banoi : une île tropicale proche des côtes de la Papouasie-Nouvelle-Guinée et juste au nord de l'Australie, lieu du jeu Dead Island.
- Barataria : royaume insulaire, supposément en Méditerranée, fictive, offerte à Sancho Panza par plaisanterie dans Don Quichotte de Cervantès. C'est aussi le lien de l'acte II de l'opérette The Gondoliers, de Gilbert et Sullivan.
- Barbituros : îles de la mer des Caraïbes à proximité de San Sombrèro, dans San Sombrèro (en).
- Barclay Islands : îles de la mer des Caraïbes sous dépendance britannique, à proximité des Bahamas, impliquées dans le conflit entre le trafic de drogue et Cuba dans le roman de Frederick Forsyth The Deceiver (en).
- Bazaria: royaume mentionné dans l'album de Bob et Bobette Le Semeur de joujoux.
- Beirut : dans les comics Judge Dredd (comic).
- Belgambourg : petit état européen situé entre la Belgique et le Luxembourg, dans la série de bandes dessinées Canardo de Benoît Sokal.
- Belgravia : royaume dans le film américain La Princesse de Chicago.
- Bengala (en) : pays d'Afrique centrale dans la bande dessinée Le Fantôme, où habite le héros, qui réside dans les bois profonds de la jungle dans la légendaire grotte du crâne.
- Pays de Bengodi (it) : pays caractérisé par des montagnes de parmesan râpé et des vignobles liés avec des saucisses, dans le Décaméron, de Boccace.
- Beninia : pays d'Afrique dans le roman de John Brunner Tous à Zanzibar.
- Bensalem : état insulaire utopique, quelque part dans l’océan Pacifique, à l’ouest du Pérou ; La Nouvelle Atlantide, Francis Bacon.
- Berlin Conurb : dans les comics Judge Dredd (comic).
- Besźel : ville-état dans le livre The City and the City.
- Bezmorra : royaume, dans le film Le labyrinthe de Pan.
- Bhopal : dans les comics Judge Dredd (comic).
- Bialya : pays au nord de l'Iran et de Arabie saoudite, ancien refuge de super-vilains dans l'Univers DC.
- Biacra : pays fictif dans le roman de Austin Tappan Wright (en) Islandia (en).
- Blefuscu : île de l'océan Indien où les habitants sont minuscules, dans Les Voyages de Gulliver de Jonathan Swift. Ce sont les ennemis de Lilliput.
- Blood Island : une île dans le jeu The Curse of Monkey Island.
- Bochie : dans la série de romans policiers San-Antonio.
- Bois Joli : dans la série animée Le Manège enchanté.
- Booty : île pirate de la mer des Caraïbes dans le jeu Monkey Island 2: LeChuck's Revenge.
- Bora Gora : île du Pacifique, lieu de l'action de la série télévisée Jake Cutter.
- Bordurie : pays d'Europe balkanique, présent dans la série BD Les aventures de Tintin, vivant sous une dictature fasciste, puis communiste, voisin et ennemi de la Syldavie, évoqué surtout dans L'affaire Tournesol.
- Borginie : pays d'Europe Centrale ou de l'Est, semblant inspirée de la Roumanie et de la Bulgarie, dans la saga de jeux vidéo et manga Ace Attorney.
- Botswanga : pays situé sur le continent africain dans le film Le Crocodile du Botswanga de Fabrice Eboué.
- Boukamba : dans la série de romans policiers San-Antonio.
- Boungawa : pays africain fictif du père de Yo Macumba, important pays producteur de pétrole, dans Le Gendarme et les Gendarmettes.
- Brasilia : dans les comics Judge Dredd (comic).
- Braslavie : Dictature avoisinant l'Autriche, dans La Couronne cachée et Le Chaudron du Diable, dans la série BD La Patrouille des Castors.
- Bretzelburg : petit royaume d'Europe centrale dans l'album QRN sur Bretzelburg des aventures de Spirou et Fantasio, inspiré de la Bavière.
- Brisbania : dans les comics Judge Dredd (comic).
- Brobdingnag : royaume péninsulaire attaché à la Californie, dans Les Voyages de Gulliver.
- Bruja : dans les comics Judge Dredd (comic).
- Brutopie : pays de l'univers des canards de Disney, représentant l'URSS et les pays communistes, se trouvant en Asie du Nord.
- Bubunne : pays d'Europe inspiré de la Géorgie dans le film Jacky au royaume des filles.
- Bulgravia : pays des Balkans, cadre pour la première mission de Human Defense Corps (en), dans l'univers DC.
- Bwana : pays d’Afrique très chaud, dont le principal port est sa capitale Boubouville, dans l’épisode Les 4 As et l’île du robinson de la série de bandes dessinées Les 4 As.

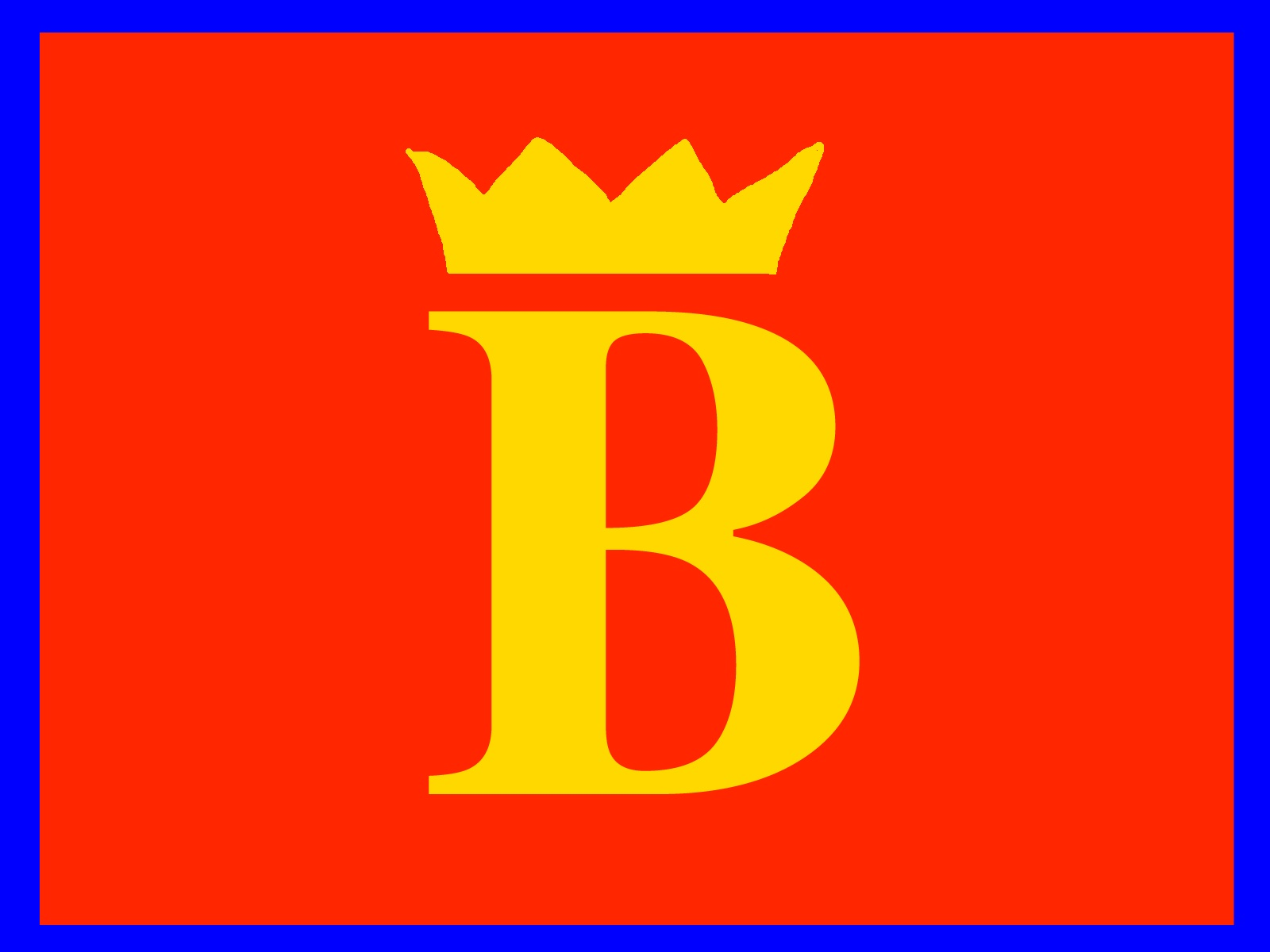
Drapeau du Royaume de Babar.
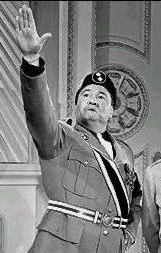
Benzino Napoleoni, dictateur de la Bactérie, Le Dictateur.
Drapeau de la Bordurie plekszy-gladzienne, Les Aventures de Tintin.
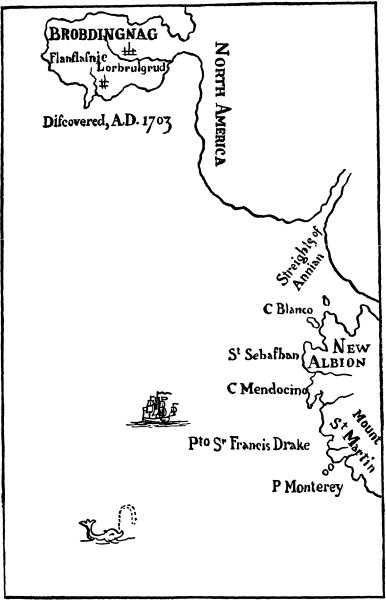
Carte de Brobdingnag, Les Voyages de Gulliver.

## C
- Carthagalann : confédération d'Afrique du Nord, dans L'Autre Univers, roman de Poul Anderson.
- Cascara : une île minuscule de la mer des Caraïbes dans le film Ouragan sur l'eau plate.
- Caspak : immense île entre l'Amérique du Sud et l'Australie dans l'œuvre d'Edgar Rice Burroughs.
- Çatung : pays d'Asie du Sud-Est apparaissant dans les épisodes de la série BD Spirou et Fantasio : Kodo le tyran et Des haricots partout.
- Cayuna : une île de la mer des Caraïbes basée sur la Jamaïque dans les romans de John Edgar Colwell Hearne (en).
- Chiliburgeria : pays situé entre la France et l'Espagne, parodiant cette dernière et créé par Carl Barks. Donald Duck s'y rend dans la bande dessinée Apparences trompeuses ![5].
- Chima : royaume de Lego Legends of Chima.
- Fédération chinoise : fédération regroupant la majorité des pays asiatiques, dans le manga Code Geass.
- Chocoslovie : pays dans Ricky et Bobette, dans la série de bandes dessinées Bob et Bobette.
- Coalition des États : pays d'Amérique du Nord dans le jeu de rôle Rifts.
- Cocacabana : pays d’Amérique du Sud hispanophone dont la monnaie est le boléros, abondant en pétrole et accueillant dans un de ses volcans les derniers exemplaires de dinosaures vivants, dans l’épisode Les 4 As et les dinosaures de la série de bandes dessinées Les 4 As.
- Pays de Cocagne : sorte de paradis terrestre, havre de paix où la nature déborde de générosité pour ses habitants et ses hôtes.
- Cochonland : pays peuplé de cochons dans le film de Tex Avery Der Gross méchant loup, 1942.
- Codohpie (Principauté de) : état d'Europe centrale fortement inspiré de l'Empire austro-hongrois ou de la Tchécoslovaquie, dans la saga de jeux vidéo et manga Ace Attorney.
- Confederate States of America : état éponyme du film C.S.A.: The Confederate States of America (en) de Kevin Willmott (en)
- Confédération africaine : futur pays africain qui comprend la Somalie actuelle, pays de naissance de Geordi La Forge dans Star Trek : La Nouvelle Génération.
- Conspirations : île méditerranéenne dans le jeu de rôle Conspirations.
- Cordina : principauté européenne créée par Nora Roberts pour la série de romans La Principauté de Cordina.
- Coronador : pays en guerre avec son voisin, le Macasara, apparu dans l'album de Gil Jourdan (Pâtée explosive).
- Corto Maltese (en) : pays insulaire à proximité de la côte de l’Amérique du Sud, dans les comic books de DC Comics.
- Costa Estrella : État insulaire de la mer des Caraïbes sous la dictature du général Kane dans Princess Protection Program.
- Costa Luna : royaume insulaire de la mer des Caraïbes dans Princess Protection Program.
- Costa Morada : dictature militaire hispanophone d’Amérique en pleine revolution dans la série télévisée Deux Flics à Miami.
- Costa Verde (1) : pays d'Amérique latine de la bande dessinée XIII, inspiré par les républiques bananières.
- Costa Verde (2) : pays d'Amérique latine du roman pour la jeunesse Corinne et l'As de trèfle (1983).
- Côte d'Ajan : État insulaire de l'océan Indien, à proximité de la côte orientale de l'Afrique dans Black Mischief (en) d'Evelyn Waugh, quand un prince tente de relever son pays à la suite d'une guerre civile.
- Coventry : état éponyme de l’œuvre (en) de Bill Willingham.
- Crusoeland: île du Pacifique dans le film de Laurel et Hardy Atoll K.
- Cuho : pays insulaire dans le roman policier Ménage tes méninges, de la série San-Antonio.

Carte allégorique du Pays de Cocagne (Schlaraffenland) par Johann Baptist Homann, 1700
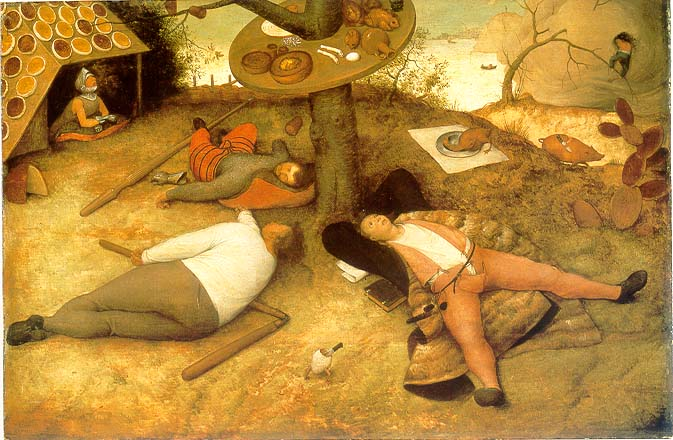
Le Pays de Cocagne, par Pieter Brueghel l'Ancien (1567-1569)
Drapeau de la Fédération chinoise, dans le manga Code Geass.

## D
- Dahman : pays du Moyen-Orient à l’est d'Israël et allié de la France, apparaissant dans Diamants de sable, épisode de la série de bandes dessinées Les Chevaliers du ciel Tanguy et Laverdure[6].
- Dalluha : Petit pays très riche dans le jeu Automation
- Daltonie : pays inspiré de l'Écosse mentionné dans la bande dessinée Le monstre du Volapük dont le héros est Tony Laflamme.
- Dschinnistan : pays asiatique, parfois traduit en Djinnistan (pays des djinns)[1], dans la série de romans Ardistan und Dschinnistan (de), de Karl May, entre 1907 et 1909.
- Désespoir : pays dans le roman et le film Princess Bride, voisin de Florin et de Guilder, situé non loin des pays baltes.
- Deux-Fleuves (République des) : pays africain dans le roman En attendant le vote des bêtes sauvages de Ahmadou Kourouma.
- Dinotopia : île (et pays) dans les livres et téléfilms américains du même nom, inventé par James Gurney.
- Doduduba : petite république africaine très pauvre dans la bande dessinée Le Coquin de sort, de la série Achille Talon.
- Dulime : royaume pas plus grand qu'une ville, situé entre la France et l'Allemagne, dans lequel se déroule la série BD Un prince à croquer.

## E
- Ehb : royaume, dans le film King Rising, au nom du roi.
- Écotopie : pays éponyme du roman d'Ernest Callenbach, ayant rompu avec les États-Unis et situé sur la côte ouest.
- Eldorado : contrée d'Amérique du Sud où l'or se trouve à profusion, entre autres visité par Candide dans le conte philosophique éponyme de Voltaire.
- Eleutheria : île du sud-ouest de l'océan Pacifique dans le Eleutheria Model Parliament Role Playing Game[réf. nécessaire].
- Enlad : royaume dans l'anime Les Contes de Terremer.
- Erewhon (anagramme de « Nowhere », nulle part en anglais) : pays imaginaire dans le roman du même nom de Samuel Butler, ainsi que sa suite, Nouveaux Voyages en Erewhon (en).
- Estasia : l'une des trois super-puissances mondiales dans le roman 1984 de George Orwell.
- Esturie : pays figurant dans La Bouteille à la mer, de la série de bande dessinée La Patrouille des Castors.
- États des Montagnes Rocheuses : nom donné aux régions neutres des États-Unis dans Le Maître du Haut Château, roman de Philip K. Dick adapté en série homonyme.
- États du Pacifique Japonais : nom donné à l'ouest américain dominé par l'empire du Japon dans Le Maître du Haut Château, roman de Philip K. Dick adapté en série homonyme.
- États unis d'Afrique : pays africain riche en 2033, à l'époque où l'Europe subit la pauvreté, du film Africa Paradis.
- États-Unis de la Terre : confédération réunissant l'ensemble des pays terriens du XXXIe siècle dans la série Futurama.
- Eudaemonensium : république dans De Eudaemonensium republica Commentariolus, écrit par Kaspar Stiblin (de) et publié en 1555.
- Eurasia : l'une des trois super-puissances mondiales dans le roman 1984 de George Orwell.
- Ev (en) : pays situé sur le continent fictif de Nonestica (en), apparaissant dans le roman Ozma, la princesse d'Oz de L. Frank Baum.

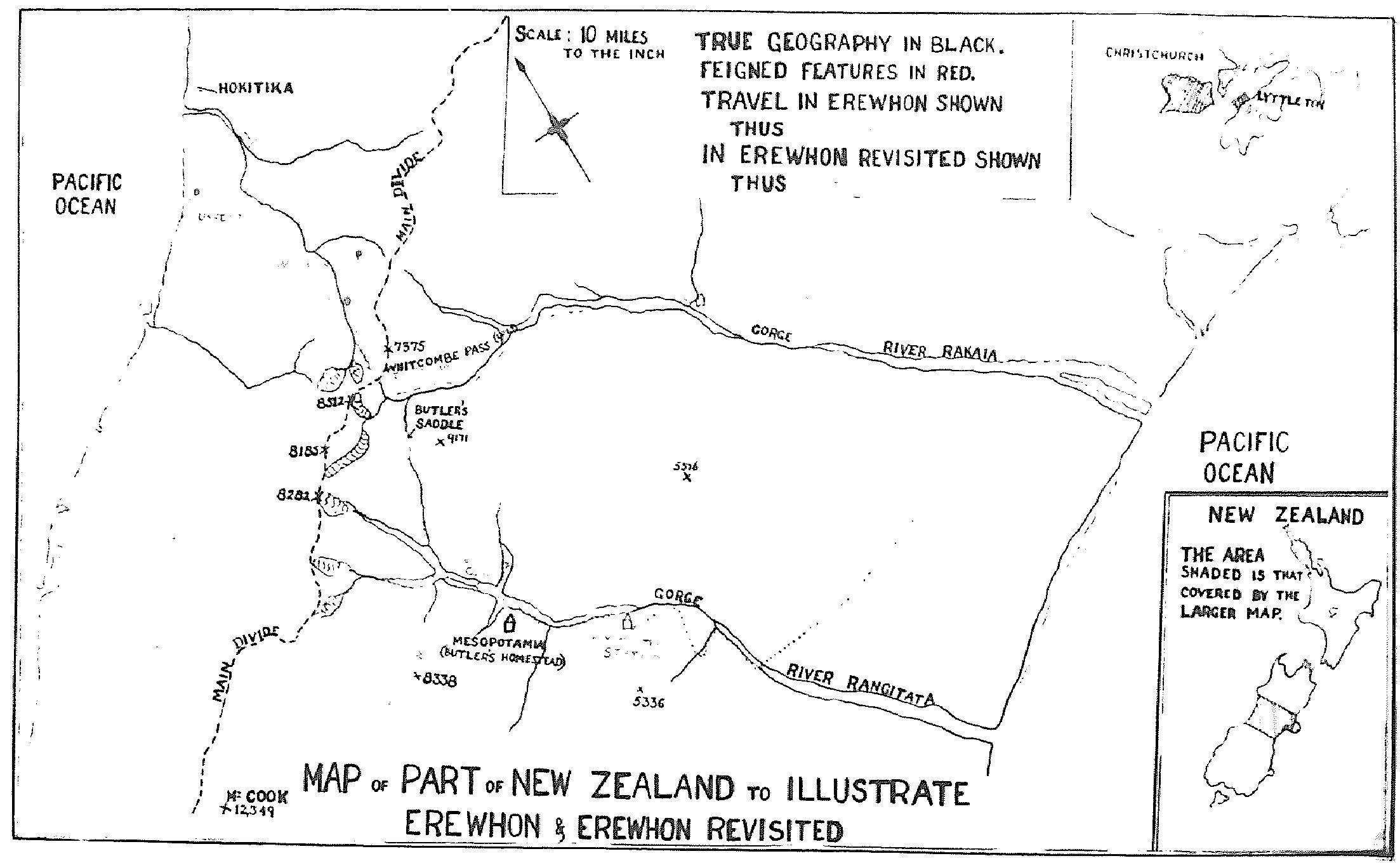
Carte d'une partie de la Nouvelle-Zélande pour illustrer Erewhon et Erewhon Revisited.
Drapeau des États du Pacifique Japonais, dans la série TV Le Maître du Haut Château.
Drapeau des États-Unis de la Terre, Futurama.
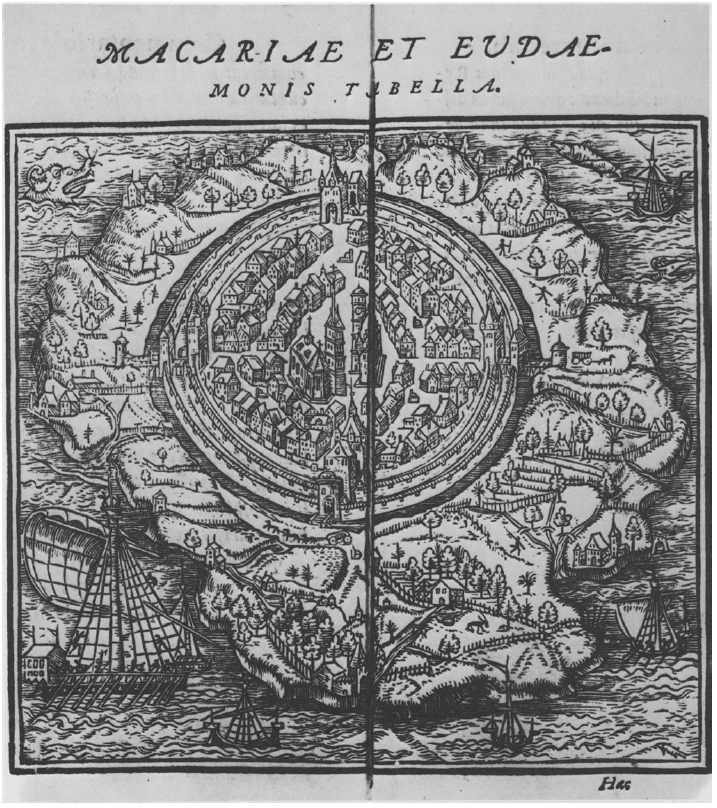
"Macariae Eudaemonis Tabella", Kaspar Stiblin (de).

## F
- Farghestan : pays du Rivage des Syrtes de Julien Gracq.
- Fantippo : royaume africain donnant sur le golfe du Bénin, où le service postal est assuré par des animaux, dans le roman La Poste du docteur Dolittle d'Hugh Lofting
- Flemish : principauté de l'Europe de l'Est dans le manga Princess Lover!.
- Florin : pays européen dans le roman et le film Princess Bride.
- Fort Fort Lointain : royaume, dans l'univers de Shrek.
- Freedonie : pays dans le film La Soupe au canard.
- Fruinia : Un pays presque pauvre inspiré de l'Italie dans le jeu Automation.

## G
- Gaaldine : île du nord de l'océan Pacifique dans les poèmes des sœurs Brontë, au sud de Gondal.
- Gasmea : Grand pays plutôt riche inspiré des États-Unis dans le jeu Automation.
- Gazol (Émirat du) : émirat entre l'Oman et le Yémen, dirigé par l'émir Pitroul Ben Zihn et qui en un quart de siècle est passé de pays pauvre et désertique à un puissant pays grâce au pétrole extrait sur les lieux dans Les 4 As et l'iceberg, de la série de bandes-dessinées Les 4 As.
- Genosha : État insulaire africain dans l'océan Indien dans l'univers Marvel.
- Génovie : en Europe, cadre des livres Journal d’une princesse par Meg Cabot et de deux films : Princesse malgré elle et Un mariage de princesse.
- Gerolstein : pays figurant dans La Grande-duchesse de Gérolstein de Jacques Offenbach ; Gerolstein est également cité comme micro-État germanique dans Les Mystères de Paris d'Eugène Sue et dans le livre Prince Othon de Robert Louis Stevenson.
- Glass Town Confederacy : « confédération de la Ville de verre », créé par les Sœurs Brontë.
- Glubbdubdrib : île du Pacifique gouvernée par une tribu de magiciens dans Les Voyages de Gulliver de Jonathan Swift.
- Goldland : royaume dans le manga Princesse Saphir.
- Golfe (République du) : pays africain dans le roman En attendant le vote des bêtes sauvages de Ahmadou Kourouma.
- Gomen : émirat fictif bordant la Péninsule Arabique, côté Mer Rouge, apparu dans l'album de Gil Jourdan (Le Gant à trois doigts).
- Gondal : île du nord de l'océan Pacifique dans les poèmes des sœurs Brontë, au nord de Gaaldine.
- Gopal : État indépendant dans la péninsule indienne, dans l'album de Hergé La Vallée des Cobras, série Les Aventures de Jo, Zette et Jocko. Cet éta est également évoqué dans Les Bijoux de la Castafiore, série Les Aventures de Tintin, du même auteur.
- Grand Fenwick (Duché du) : pays d'origine des héros de La Souris qui rugissait (roman de Leonard Wibberley, film de Jack Arnold, 1959) et La Souris sur la Lune (Richard Lester, 1963) avec Peter Sellers.
- Grand Fleuve (République du) : pays africain dans le roman En attendant le vote des bêtes sauvages de Ahmadou Kourouma.
- Grand-Kudpein : principauté montagneuse d’Europe dans Les 4 as et le tyran, épisode de la série de bandes dessinées Les 4 As.
- Grande Garabagne : Territoire décrit dans Ailleurs par Henri Michaux et hébergeant des peuples variés tels que les Émanglons, les Hacs ou les Ourgouilles.
- Gratémoila : pays présent dans Si Queue-d'Âne m'était conté, épisode de la série San-Antonio.
- Graustark : royaume européen inventé par George Barr McCutcheon dans le roman d'aventures Graustark: The Story of a Love Behind a Throne.
- Groland : pays d'Europe éponyme de l'émission de télévision de Canal+, qui a la particularité d'avoir une frontière commune avec dix-neuf pays et deux villes françaises.
- Guaracha : pays d'Amérique du Sud dans la série Spirou et Fantasio, voisin de la Palombie.
- Guatchatcha : pays d'Amérique du Sud dans l'épisode de la série BD Spirou Dans les griffes de la Vipère, 2013.
- Guerrelande : petite île au large de la Bretagne, siège d'un royaume indépendant qui sert de lieu fondamental dans le film King Guillaume.
- Guilder : pays européen dans le roman et le film Princess Bride, séparé de Florin par la mer de La Passe.
- Gwendalavir : empire dans le roman La Quête d'Ewilan.

Drapeau de la Génovie, Journal d'une princesse.
Drapeau de le Duché du Grand Fenwick.
Logo officiel de la Présipauté de Groland.

## H
- Hasaragua : pays d'Amérique latine d'où vient le super-vilain Brutale (en), dans l'univers DC.
- Hazelrink : principauté dans le manga Princess Lover!.
- Herzoslovaquie : royaume des Balkans dans plusieurs histoires d'Agatha Christie, telles que Le Secret de Chimneys.
- Hetvesia : Pays riche inspiré de la suisse dans le jeu Automation.
- Hili-liland : un pays près du Pôle Sud, fondé par la Rome antique, dans le roman de 1899 A Strange Discovery (en) de Charles Romeyn Dake (en). Situé au sud de Tsalal, il a une civilisation plus avancée. Il est constitué essentiellement de la ville de Hili-li sur l'île de Hili-li, avec des installations sur d'autres îles voisines.
- Hondorica : pays d'Amérique centrale créé par Carl Barks, où Donald Duck se rend pour la première fois dans la bande dessinée Le secret du Hondorica[7].
- Houyhnhnm : île de l'océan Indien gouvernée par les chevaux dans Les Voyages de Gulliver de Jonathan Swift. Les créatures ressemblant à des humains y sont appelées Yahoos.
- Hun Chiu de l'Est : pays fictif se trouvant l'Est de la Chine dans la série Designated Survivor.
- Hun Chiu de l'Ouest: pays fictif voisin de l'Hun Chiu de l'Est dans la série Designated Survivor.
- Hyrule : royaume dans le jeu vidéo "The legend of Zelda".

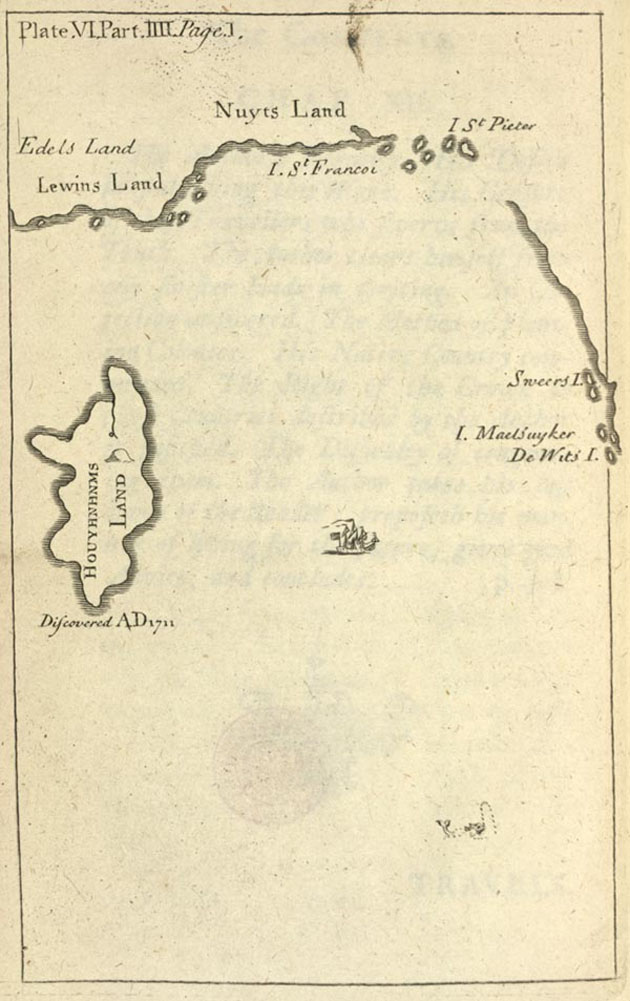
Carte du pays des Houyhnhnm, Les Voyages de Gulliver.

## I
- Ici-ailleurs, pays (probablement inspiré des États-Unis) dans Les quelques "Plus" et les beaucoup "Moins", une bande dessinée parue dans l'ancien hebdomadaire belge Tremplin de septembre 1976 à juin 1977.
- Île Cobra (en) située dans le golfe du Mexique dans l'univers de G.I. Joe.
- Île Crab : petite île de la mer des Caraïbes sous la domination de l'île Crocodile dans les comics La Patrouille des Castors
- Île Crocodile : île en forme de crocodile dans la mer des Caraïbes avec un gouvernement dictatorial, dans les comics La Patrouille des Castors
- Île aux dames : située au large du Cap-Vert, cette île africaine est au cœur du roman inachevé de Pierre Louÿs, L'Île aux dames.
- Illéa : dans La Sélection de Kiera Cass. Ce pays couvre toute l'Amérique du Nord et centrale.
- Imaya (en) : pays d'Afrique du Nord dans l'Univers Marvel.
- Interzone : micronation d'Afrique du Nord dans le roman Le Festin nu de William S. Burroughs.
- Ishkebar : petit État insulaire entre l'Inde et la Thaïlande dans la série télévisée La Vie de palace de Zack et Cody.
- Isla Island : petite île de la mer des Caraïbes avec un gouvernement dictatorial, dans un épisode de la saison 5 de American Dad!.
- Islandia : pays isolé volontaire dans le roman de Austin Tappan Wright (en) Islandia (en).
- Isles anciennes : archipel situé au sud-ouest des Cornouailles, à l'ouest de la Bretagne, constituées d'une grande île nommée Hybras (Hy-Brasil des légendes irlandaises), dans de le roman Lyonesse de Jack Vance.
- Iskanie (république de) : Pays fictif d'où viens le traître dans le livre interactif "AGENT DOUBLE" (Edition : Auzou)
- Ix (en) : pays situé sur le continent fictif de Nonestica (en), dans l'univers d'Oz de L. Frank Baum.

## J
- Jaimadire : pays de la série de romans Le petit lion et de son adaptation en série.
- Javasu : île de l'océan Indien, pays présumé de la « Princesse Caraboo », alias Mary Baker (née Willcocks).
- Jonathanland : ville californienne créée par Mason Ewing où se déroulent plusieurs intrigues dont Baby Madison et Eli Tilmann.
- Jolliginki : royaume ouest africain dans le roman L'Histoire du docteur Dolittle de Hugh Lofting. Il avoisine le royaume des singes où vit un des rares poussemoi-tiretoi, animal à deux têtes.
- Pays des jouets (it) : pays dans lequel se rend Pinocchio au cours de ses pérégrinations.

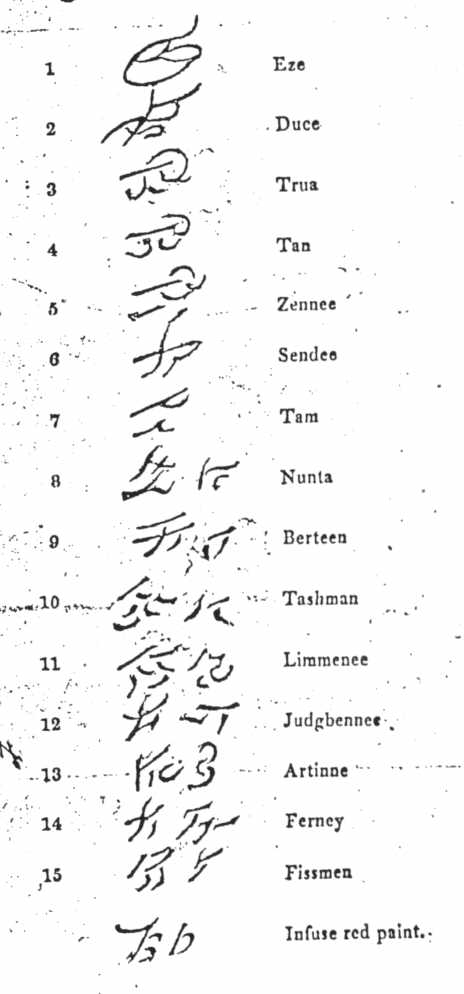
Jtempal : pays présent dans Béru et ces dames épisode de la série San-Antonio.  - Caractères numériques utilisés par Caraboo, avec leurs significations.
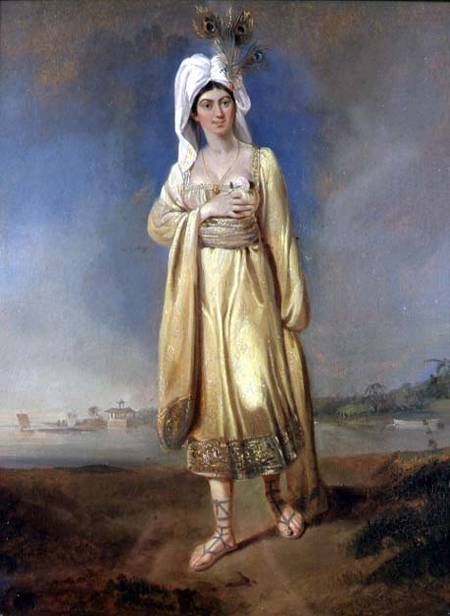
Portrait de la Princesse Caraboo, par Edward Bird (huile sur toile, 1817)
  - Portrait de la Princesse Caraboo, par Edward Bird (huile sur toile, 1817)

## K
- Kahndaq : pays d'Afrique du nord dirigé par Black Adam, dans l'univers DC.
- Kamar-Taj (en) : petit royaume de l'Himalaya dans l'univers de Docteur Strange.
- Kamistan : pays du Moyen-Orient (Iran), dirigé par Omar Hassan, dans la série télévisée 24, Saison 8.
- Kampong : situé en bordure de l'isthme de Kra (Asie du Sud-Est), présent dans Le Canon de Kra, histoire de la série BD Yoko Tsuno de Roger Leloup.
- Karain (en) : semi-continent volontairement isolé, situé dans les océans Atlantique ou Pacifique (en fonction des auteurs), dans Islandia (en) et cycle Islandian novels, de Austin Tappan Wright (en) et Mark Saxton (en).
- Kelsaltan : pays du Moyen-Orient dans lequel se déroule l'action de Bérurier au sérail, épisode de la série San-Antonio.
- Khemed : pays de la péninsule arabique dans Tintin au pays de l'or noir et Coke en stock.
- Khura'in[8] : pays situé dans les montagnes de l'Himalaya oriental dans la série des jeux Ace Attorney.
- Kinakuta : État insulaire du Pacifique dans les romans de Neal Stephenson Cryptonomicon et The Baroque Cycle, équivalent du Brunei.
- Kinkow : île polynésienne avec une Diarchie élective dans la série télévisée Paire de rois.
- Klopstokia : pays d'Europe, dans le film Folies olympiques réalisé par Edward F. Cline.
- Kôka : royaume dans le manga Yona : Princesse de l'aube.
- Kolechie : pays fictif apparaissant dans le jeu vidéo Papers, Please.
- Kôr (1) : royaume africain dans le roman Elle de Henry Rider Haggard, au nord du Mozambique, où une colonne de flamme permet d'acquérir la jeunesse éternelle.
- Kor (2) : royaume africain d'où provient Doctor Mist (en), dans l'univers DC.
- Koudouland : ancienne colonie africaine du Belgambourg située dans un archipel ; ce pays est présent dans Le vieux canard et la mer, épisode de la série BD Inspecteur Canardo.
- Kooey Kooey Kooey (en) : dans l'univers DC.
- Krakozie : pays d'Europe de l'Est issu du film Le Terminal (The Terminal) de Steven Spielberg.
- Kreeshna : royaume, dans l'anime Broken Blade.
- Kulda : royaume du manga et de l'anime Shadow Skill.
- Kumbalari : état proche du Tibet dans Le Nomade du temps.
- Kunami : émirat du Golfe persique dans la série Designated Survivor. Frontalier de l'Arabie saoudite et du Koweit, sa capitale est Raza'a.
- Kurland : pays du feuilleton La demoiselle d'Avignon.
- Kuwa : pays d'Afrique équatoriale, dans lequel se déroule l'action de Béru-Béru, épisode de la série San-Antonio.
- Kyrat, pays himalayen sous l'autorité du dictateur Pagan Min dans le jeu vidéo Far Cry 4.

Drapeau du Khemed, Les Aventures de Tintin.

## L
- Lanka (en) : royaume fortifié du roi asura Ravana, apparaissant dans le Ramayana, épopée de Vâlmîki. Cette île est généralement identifiée au Sri Lanka.
- Pays des Lanternes : pays peuplé de lanternes vivantes, rappelant Lychnopolis, dans Le Cinquième Livre ou Quint Livre, est un livre posthume de Rabelais.

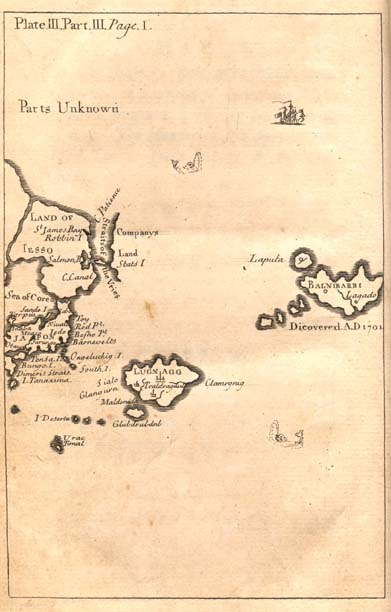
Laputa : île volante dans Les Voyages de Gulliver de Jonathan Swift.
Latvérie : petit royaume européen dans l'univers de Marvel Comics, apparaissant surtout dans les Quatre Fantastiques.
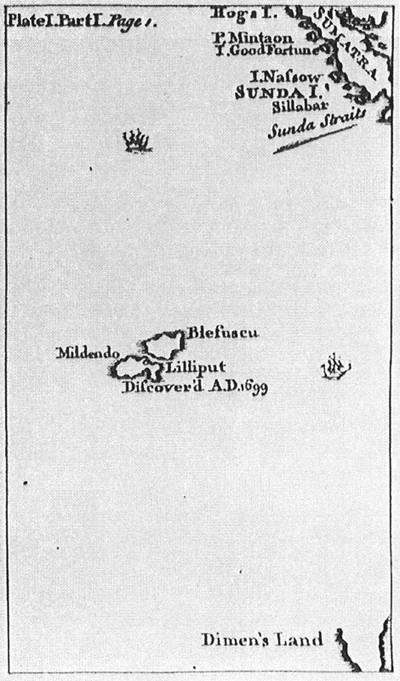
Carte de Lilliput et Blefuscu, Les Voyages de Gulliver, Jonathan Swift.
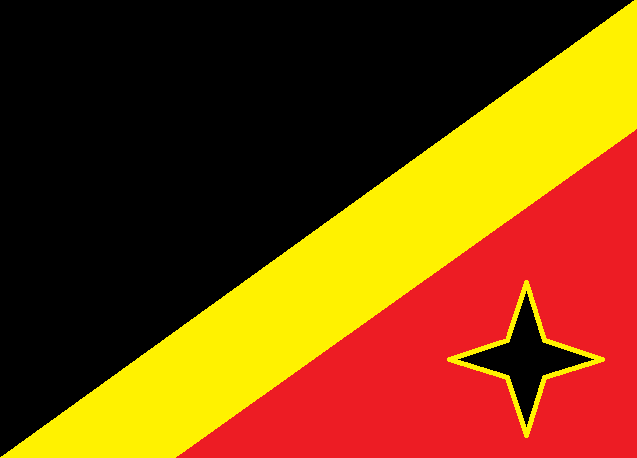
Drapeau de la Lyrasie.

- Leap Islands, archipel Antarctique fictif, apparaissant dans le roman de 1835 Les Monikins (en) de James Fenimore Cooper, comprend dix royaumes insulaires indépendants :
  - Leapdown
  - Leaphigh
  - Leaplong
  - Leaplow
  - Leapover
  - Leapround
  - Leapshort
  - Leapthrough
  - Leapunder
  - Leapup
- Lichtenburg : grand duché situé dans les Balkans dans Le Fils de Monte-Cristo, film de Rowland V. Lee (1940).
- Lilipanga dans la bande-dessinée Spirou chez les Pygmées.
- Lilliput : île de l'océan Indien où les habitants sont minuscules, dans le livre Les Voyages de Gulliver de Jonathan Swift.
- Lucre Island : une île pirate de la mer des Caraïbes dans le jeu Escape from Monkey Island.
- Luggnagg : île au sud-est du Japon dans Les Voyages de Gulliver de Jonathan Swift.
- Lutha : royaume européen, dans le roman The Mad King (en), d'Edgar Rice Burroughs.
- Lyrasie[9],[10]: république insulaire océanienne, de Scratch-ean.  - Carte de Laputa, de Balnibarbi, de Glubbdubdrib, de Luggnagg et du Japon, Les Voyages de Gulliver.
  - Drapeau de la Latvérie, Marvel Comics.
  - Carte de Lilliput et Blefuscu, Les Voyages de Gulliver, Jonathan Swift.
  - Drapeau de la Lyrasie.

## M
- Macasara : pays a priori plutôt désertique, en guerre avec son voisin, le Coronador, apparu dans l'album de Gil Jourdan (Pâtée explosive).
- Madripoor : principauté insulaire de l'océan Indien, près de Singapour dans l'univers Marvel.
- Mai Chow : île située près de la côte de la république populaire de Chine dans Comte Mordicus.
- Îles Maladives : parodie des Îles Maldives dans Lovely Planet, série de bande dessinée de Téhem.
- Malagawi : pays d'Afrique noire en conflit politique avec la France le film Le Professionnel de 1981.
- Malaki-Masso : un pays situé en Afrique Occidentale, dans les aventures de Gil Saint-André, tome "Ballade Africaine".
- Managua : pays d'Amérique du Sud, dans une des aventures de Tanguy et Laverdure : Les Anges noirs.
- Mandolan : royaume oriental dans le film : Lili la petite sorcière, réalisé par Harald Sicheritz et sorti en 2011.
- Mandoras : îles des Caraïbes hispanophones, dans They Saved Hitler's Brain (en), film de 1968 réalisé par David Bradley.
- Manjipoor : royaume indien de la série télévisée Son Altesse Alex.
- Maquebasta : petite principauté d'Europe centrale, voisine du Bretzelburg, dans l'album QRN sur Bretzelburg des aventures de Spirou et Fantasio.
- Markovie (en) : pays européen dans l'univers DC, d'où viennent Terra et Geo-Force (en).
- Marsovie ou Marshovie, traduction du Pontévédro de l'œuvre originale, royaume fictif parodiant le Monténégro. Il apparaît dans l’opérette La Veuve joyeuse de Franz Lehár créée en 1905, et certaines de ses adaptations au cinéma et à la télévision (de 1934 et de 1952).
- Îles Marmelade : îles du Pacifique sous la coupe du fonds d'investissement la "VIPER", dans l'épisode de la série BD Spirou Dans les griffes de la Vipère, 2013.
- Massacara : république d'Amérique du Sud, située entre le Brésil et la Guyane française, apparu dans l'album de Gil Jourdan (L'Enfer de Xique-Xique).
- Meccania : pays d'Europe centrale semblable à l'Allemagne, dans le roman dystopique Meccania (en) d'Owen Gregory.
- Medici : archipel méditerranéen sous la dictature de Di Ravello dans le jeu vidéo Just Cause 3.
- Mégapatagonie : contrée située aux antipodes de l'Europe, dans La Découverte australe, roman utopique de Restif de La Bretonne.
- Mêlée Island : une île pirate de la mer des Caraïbes dans les jeux Monkey Island, une des trois îles gouvernées par Elaine Marley.
- Melniboné : royaume de la saga littéraire Elric.
- Mendorra (en) dans le feuilleton télévisé On ne vit qu'une fois.
- Merryland (en) : pays situé sur le continent fictif de Nonestica (en), dans l'univers d'Oz de L. Frank Baum.
- Mervo : une principauté insulaire en Méditerranée dans le roman The Prince and Betty de Pelham Grenville Wodehouse.
- Microslavie : pays d'Europe centrale, que visitent Ritou et Olga dans la bande dessinée L'affaire Pitchpek parue de janvier à mai 1976 dans l'ancien hebdomadaire belge Tremplin.
- Midland : royaume dans le manga Berserk.
- Mindu : île polynésienne voisine de Kinkow dans la série télévisée Paire de rois.
- Misurugi : empire, dans l'anime Cross Ange : Tenshi to Ryuu no Rondo.
- Mo (en) (ou Phunniland) : pays situé sur le continent fictif de Nonestica (en), dans l'univers d'Oz de L. Frank Baum.
- Moanda : pays d'Afrique orientale, dans Le Pays de la mort et Les Démons de la nuit, dans la série BD La Patrouille des Castors.
- Molmol : royaume situé près de l'île fictive de Pararakelse, de l'autre côté de la ligne de changement de date, dont la culture et le peuple rappellent ceux de l'Inde. Il est présent dans l'univers de fiction de Ken Akamatsu.
- Molvanie : pays d'Europe de l’Est imaginé par les Australiens Santo Cilauro, Tom Gleisner et Rob Sitch pour une parodie de guide de voyage.
- Montenaro : royaume dans le film américain La Princesse de Chicago.
- Morticolie : pays dans le roman de Léon Daudet Les Morticoles.
- Mypos : île à proximité des îles grecques, origine de Balki dans Larry et Balki.

Drapeau de la Molvanie.

## N
- Nambutu : pays africain apparaissant dans Casino Royale.
- Narnia : royaume, dans la série de romans The Chronicles of Narnia.
- Névorus : pays européen créé par l’écrivain russe Grigoriy Demidovtsev qui y situe l’action de ses plusieurs œuvres.
- New Penzance : royaume, dans le film Moonrise Kingdom.
- Nippon : pays dans le roman de Neal Stephenson Cryptonomicon, équivalent du Japon.
- Noland (en) : pays situé sur le continent fictif de Nonestica (en), dans l'univers d'Oz de L. Frank Baum.
- Nollop : État insulaire situé dans l'Atlantique, dans le roman Ella Minnow Pea (en) de Mark Dunn (en).
- Nonobstant : parodie du Kazakhstan dans Lovely Planet, série de bande dessinée de Téhem.
- Norembergue : comptoir imaginaire du nord-est de la côte d'Amérique du Nord, région semi-légendaire dont le nom masquait les lacunes géographiques des Anciens du continent. Il est mentionné par l'explorateur Jean Alfonse dans ses Voyages Avantureux (1559).
- Confédération nord-américaine (en) : dans l'œuvre de L. Neil Smith (en).
- Nouvelle Californie (république de) : dans l'univers des jeux vidéos Fallout.
- Nuevo Rico : pays inspiré du Paraguay, mentionné dans l'album de Tintin L'Oreille cassée pages 31 à 42.

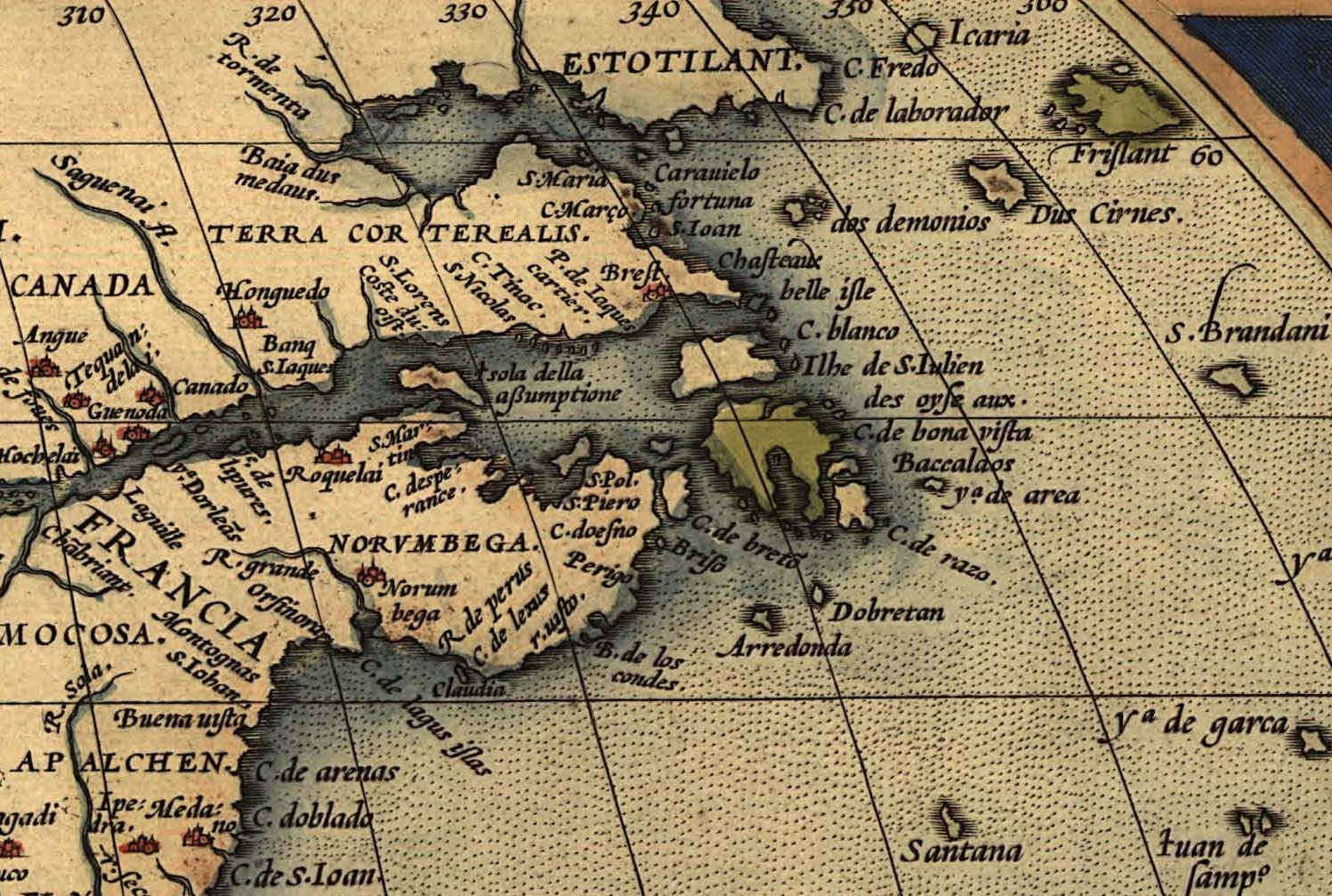
Carte du Maine sur l'Atlas d'Abraham Ortelius (1570) montrant la localisation supposée de Norembergue (Norvmbega) parmi divers toponymes aujourd'hui inusités et quelques îles fantômes.
Drapeau du Nuevo Rico, Les Aventures de Tintin.

## O
- Obristan : Pays fictif apparaissant dans le jeu vidéo Papers, Please
- Océania : l'une des trois super-puissances mondiales dans le roman 1984 de George Orwell.
- Orsenna : république cité-état voisine du Farghestan, cadre géographique du roman Le Rivage des Syrtes (1951) de l'écrivain français Julien Gracq.
- Ortrait : pays démocratique centre européen de l'Histoire du Nexe créé en 2023, parut dans le Nexeverse.
- Ossaniul : pays des Balkans dans la bande dessinée Le Haut Palais, tome 1 : Le Pacte d'Obsidian.
- Österlich : pays européen inspiré de l'Autriche, convoité par la Tomanie et la Bactérie, dans Le Dictateur.
- Oubanga : dans Quai d'Orsay, film de Bertrand Tavernier sorti en 2013.
- Ouest-Africaine (république) : pays d'Afrique noire dans Le Faux-cul, film de Roger Hanin sorti en 1975.
- Oz : pays magique situé sur le continent fictif de Nonestica (en), du roman Le Magicien d'Oz de L. Frank Baum.

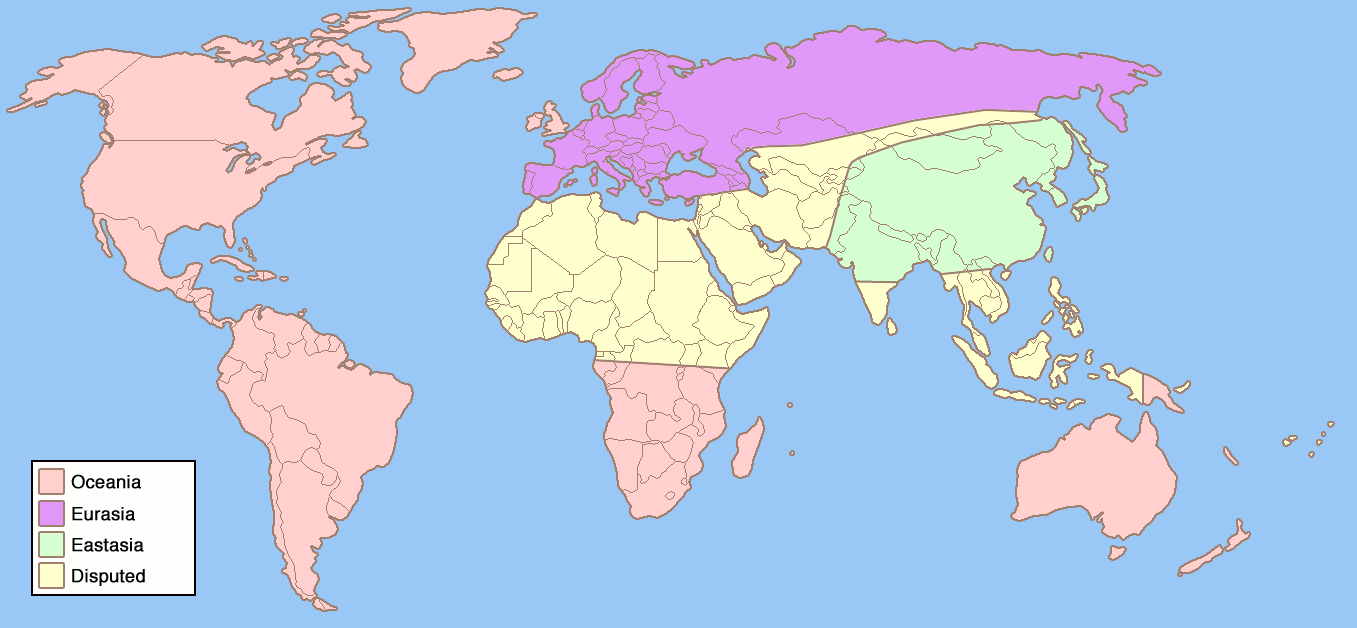
Carte du monde dans 1984. Le territoire contrôlé par l'Océania est représenté en rose, celui d'Eurasia en mauve et celui d'Estasia en vert.
Drapeau d'Oz
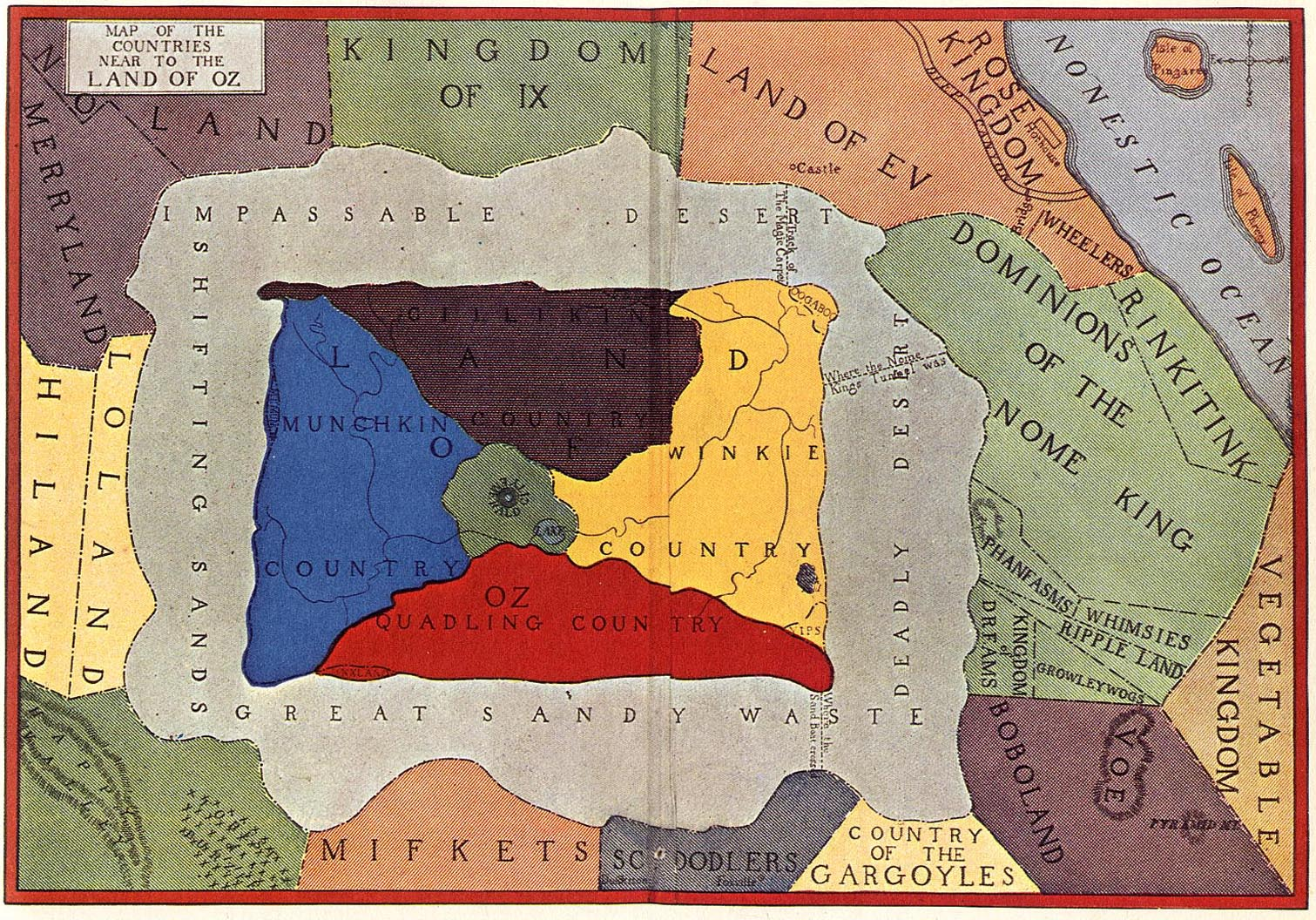
Pays d'Oz et ses environs

## P
- Pala : île utopique de l'océan Indien dans le roman d'Aldous Huxley Île.
- Palombie : pays d'Amérique du Sud dans la série Spirou et Fantasio, voisin du Guaracha.
- Pamparigouste : pays lointain ou inconnu dans la culture populaire occitane.
- Pan-Afrique : dans les comics Judge Dredd.
- Panao : île du Pacifique où se déroule le jeu Just Cause 2.
- Panem : pays d'Amérique du Nord dans lequel se déroule la série de livres Hunger Games (trilogie).
- Panorama : pays d’Amérique du Sud donnant sur la mer des Carantilles et dont la capitale est Guerillero, dans Les 4 As et le secret de la montagne, épisode de la série de bande-dessinée Les 4 As.
- Paramécie : dictature d’Afrique dirigée par un « président dictateur général » (PDG), le maréchal Mézig. Présent dans Les 4 As et le diamant bleu, épisode de la série de bandes dessinées Les 4 As.
- Parayana, pays d’Amérique du Sud donnant sur la mer des Carantilles et dont la ville principale est Porto-Flipo. Présent dans Les 4 As et le secret de la montagne, épisode de la série de bandes dessinées Les 4 As.
- Parse : royaume, dans l'univers d'Arslan Senki.
- Patusan : île de la mer de Chine méridionale dans le film Surf Ninjas ainsi que dans le film The Last Electric Knight, dans la série télévisée Le Chevalier lumière. Elle est mentionnée dans Lord Jim de Joseph Conrad.
- Pays imaginaire dans le dessin animé Jake et les pirates du Pays imaginaire.
- Pays des Djébels et du Sable : pays africain dans le roman En attendant le vote des bêtes sauvages de Ahmadou Kourouma.
- Pays Trop Mignon dans le dessin animé Kaeloo
- Peau de Chagrin: pays dans l'album Le Teuf-Teuf-Club de la série Bob et Bobette.
- Pelago Commonwealth : île de Micronésie dans Endless Ocean.
- Penglia : royaume voisin de celui d'Aldovie, dans le film américain A Christmas Prince: The Royal Baby.
- Pepperland : royaume dans le dessin animé Yellow Submarine (1968).
- Petra : royaume dans le film d'animation Aida degli alberi.
- Phaic Tăn : pays d'Asie du Sud-Est figurant dans le guide parodique Phaic Tăn (en).
- Phatt Island : une île de la mer des Caraïbes dans le jeu Monkey Island 2: LeChuck's Revenge.
- Pleurésie : pays présent dans J'suis comme ça, épisode de la série San-Antonio.
- Pleutoultan : pays dans la bande dessinée Madame Ronchard.
- Plunder Island : une île pirate de la mer des Caraïbes dans le jeu The Curse of Monkey Island, une des trois îles gouvernées par Elaine Marley.
- Pokolistan : ancien pays soviétique dirigé par le Général Zod, dans l'univers DC.
- Poldévie : pays d'Europe centrale, issue d'une mystification de l'Action française en 1929, on la retrouve dans les écrits de Nicolas Bourbaki, Raymond Queneau et Marcel Aymé. Il sera repris dans d'autres œuvres, telles que Le Lotus bleu.
- Porto Santo : un minuscule État insulaire de la mer des Caraïbes visité par Steve Urkel dans la série La Vie de famille. À ne pas confondre avec l'île réelle de Porto Santo dans l'archipel de Madère.
- Poyaïs : caciquat d'Amérique centrale, imaginé par l'aventurier Gregor MacGregor en 1821, pour vendre des terres à des investisseurs britanniques puis français.
- Prêtre Jean (royaume du) : royaume légendaire dirigé par un chrétien, tantôt situé en Asie, tantôt en Afrique
- Prydain : royaume dans le dessin animé Taram et le Chaudron magique.

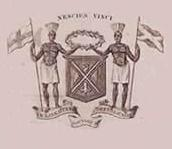
Blason du caciquat du Poyaïs, 1831
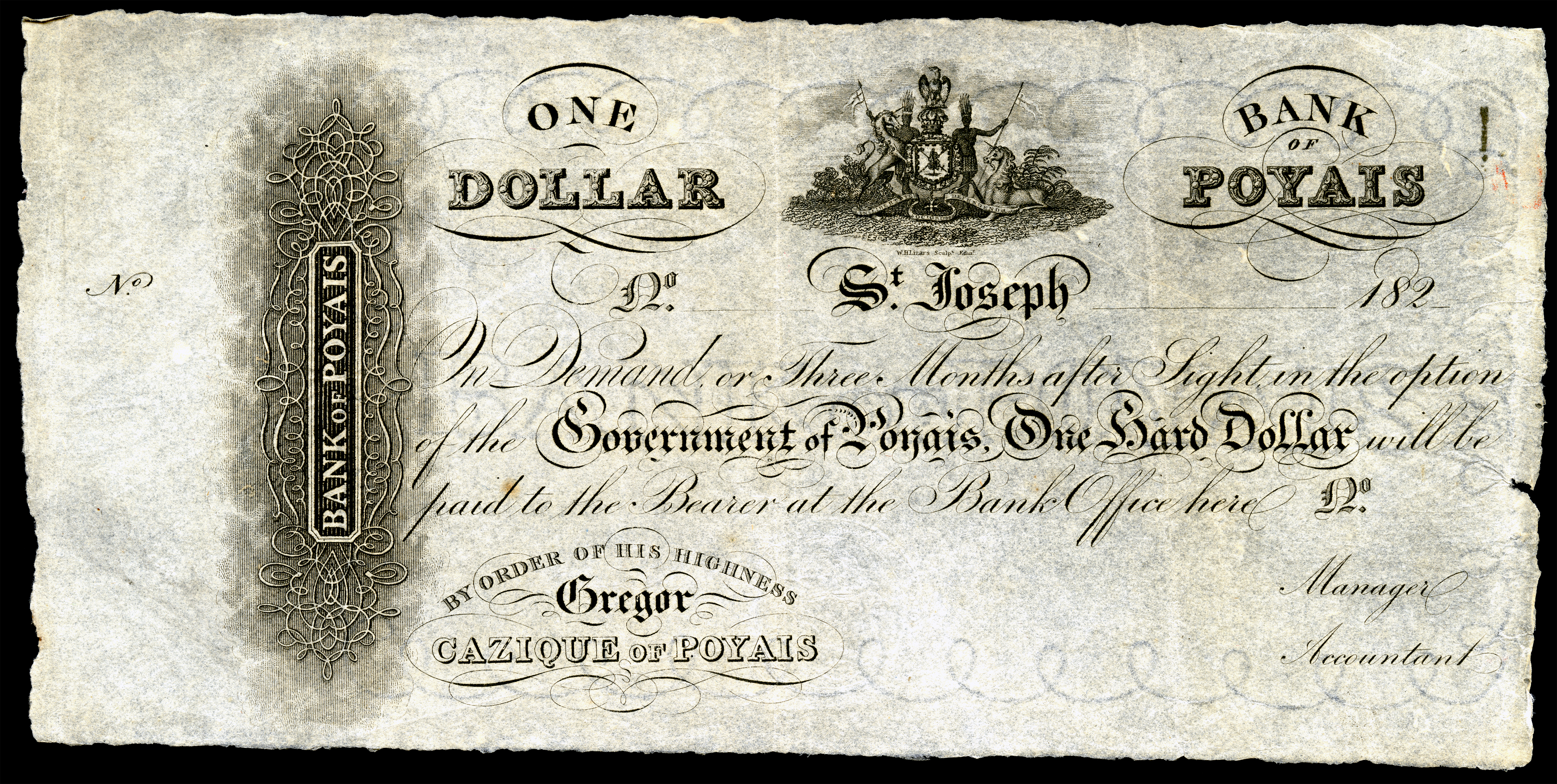
Un billet d'un hard dollar de Poyaïs, années 1820.
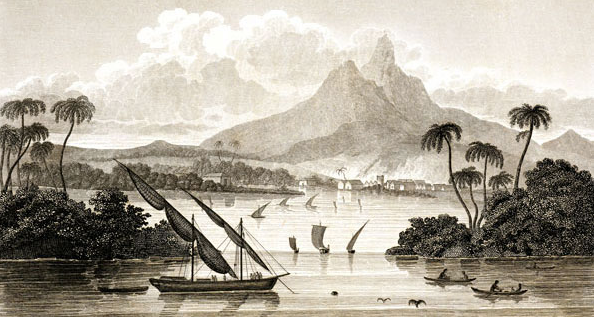
Gravure tirée de "Sketch of the Mosquito Shore" prétendant représenter Port of Black River, au Poyais, 1822
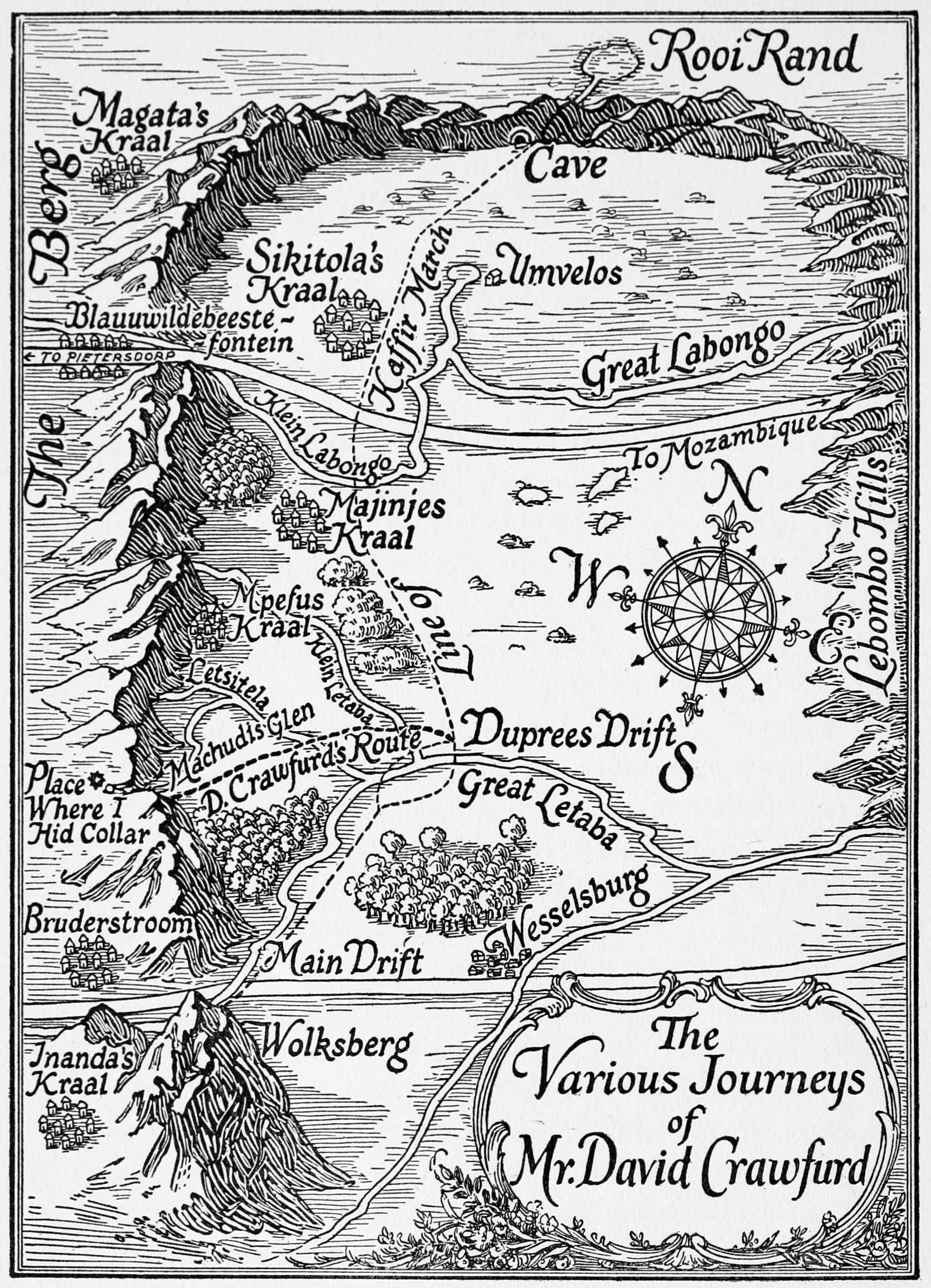
Carte obtenue à partir du scan du roman "Le Prêtre Jean (en)" (1910), écrit par John Buchan et illustré par Henry Clarence Pitz.
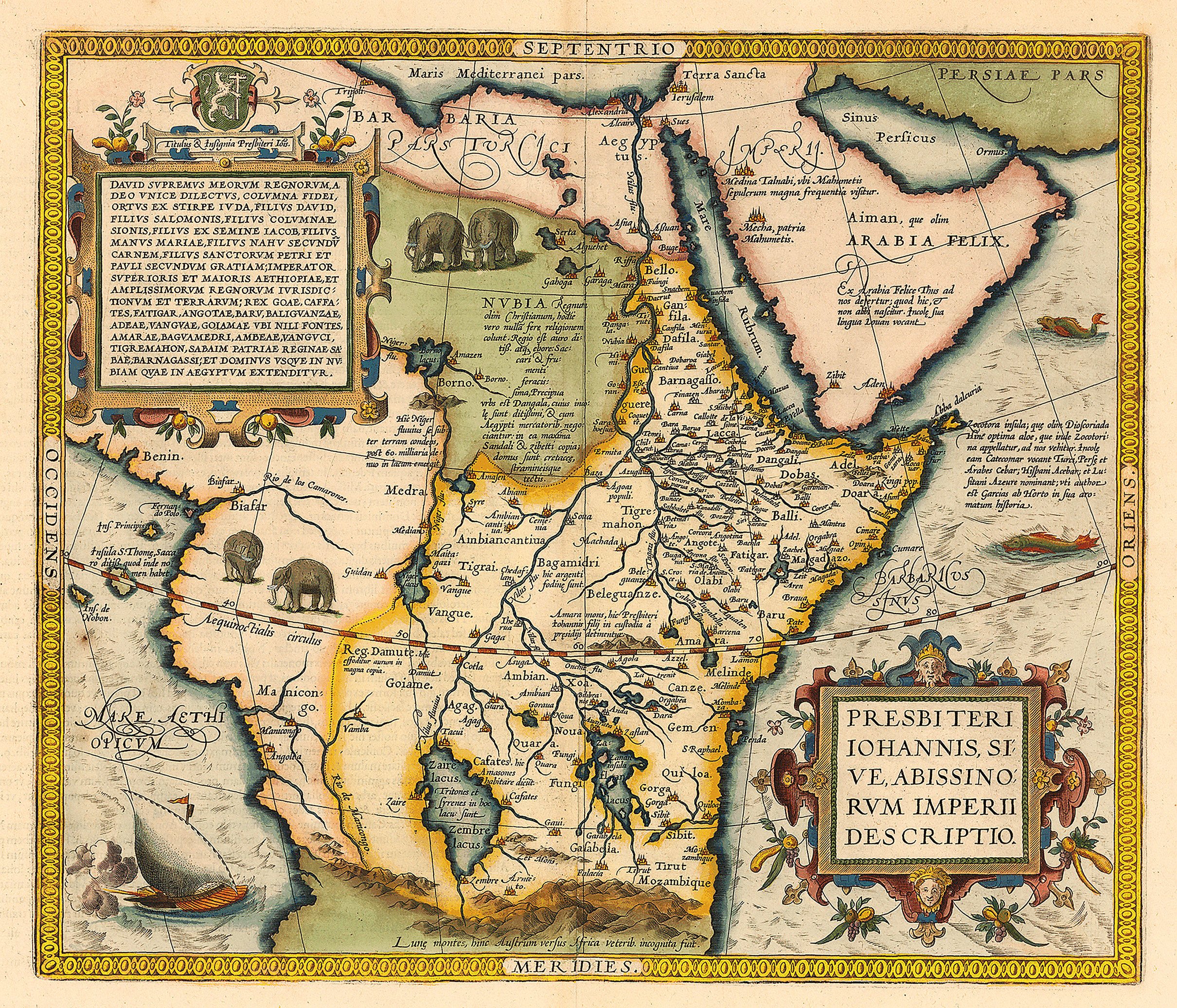
Carte de l'Éthiopie, royaume du prêtre Jean (vers 1570)
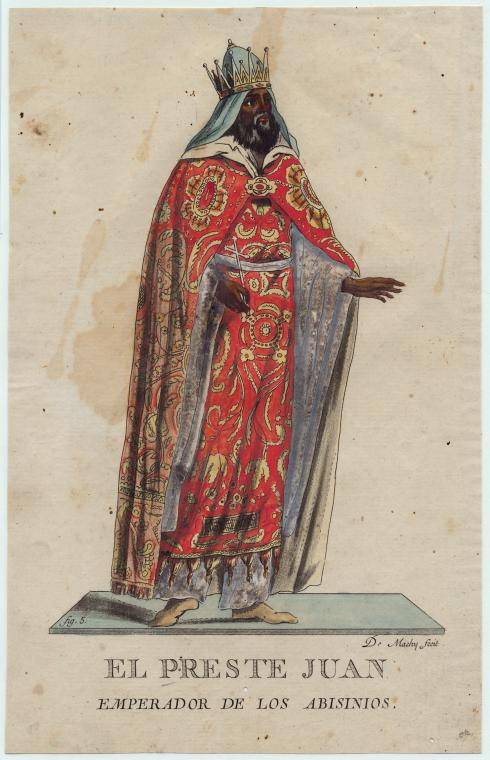
Représentation du prêtre Jean sur un dessin datant de 1800.

## Q
- Qalif : au Moyen-Orient, dans la série de livres Journal d’une princesse par Meg Cabot.
- Quinte Essence (royaume de la) : royaume où les habitants sont ingénieux et subtils, dans Le Cinquième Livre ou Quint Livre, est un livre posthume de Rabelais.
- Qurac : pays de l'Univers DC entre l'Arabie saoudite et le golfe Persique, des Onslaught (DC Comics).

## R
- Razdmoul : pays présent dans Mon culte sur la commode, roman de la série San-Antonio.
- Rawhajpoutalah : royaume des Indes situé entre Dehli et le Tibet, probablement inspiré du Rajasthan, dans Les aventures de Tintin, Les Cigares du Pharaon et Le Lotus bleu.
- Nouvelle Rearendia : ancienne colonie européenne apparaissant dans Cars 2, pays du concurrent Rip Clutchgoneski (Roman Pedalski).

Reich Américain : nom donné à la partie orientale des États-Unis contrôlée par le Troisième Reich dans Le Maître du Haut Château, roman de Philip K. Dick adapté en série homonyme.
- Republia : pays fictif apparaissant dans le jeu vidéo indépendant Papers, Please.
- Ricanie : pays caricature des États-Unis comptant au moins 51 États, dont la Florifornie, dans Les 4 As et le requin géant, de la série de bandes-dessinées Les 4 As.
- Roncador : république imaginaire d'Amérique du Sud dans The Green Child, roman de Herbert Read.
- Rondubraz : pays sud-américain dans lequel se déroule Viva Bertaga !, roman de la série San-Antonio.
- Royaume des couleurs : royaume dans le manga du même nom.
- Ruberia : principauté d'Europe dans le manga Abigaile no Kemono-tachi.
- Ruritanie : royaume d'Europe centrale avoisinant l'Allemagne, dans le roman Le Prisonnier de Zenda, ses adaptations cinématographiques, ainsi que dans deux autres romans d'Anthony Hope.  - Drapeau du Reich Américain, dans la série TV Le Maître du Haut Château.
 rome

## S
- Sacramento : île de la mer des Caraïbes dans le roman d'Érico Veríssimo O Senhor Embaixador (en), fortement inspirée de Cuba.
- Sahrani : île de l'Atlantique divisée entre deux pays : la république démocratique de Sahrani (communiste) au nord, et le royaume de Sahrani du Sud au sud, dans le jeu vidéo ARMA: Armed Assault.
- Saint Empire de Britannia : empire s'étendant sur toute l'Amérique, une partie de l'Afrique, de l'Europe et de l'Océanie dans le manga Code Geass.
- Saint George : État insulaire situé dans la mer d'Arabie, dans l'épisode A Victory for Democracy de la série Yes Minister.
- Saint Honoré : île de la mer des Caraïbes dans le roman d'Agatha Christie Le major parlait trop.
- San Bravo : pays présent dans Viens avec ton cierge, roman de la série San-Antonio.
- San Cristobal : île de la mer des Caraïbes présentes dans de nombreux romans de George Lamming.
- San Escobar : pays des Caraïbes mentionné par erreur dans une déclaration de Witold Waszczykowski, ministre des Affaires étrangères polonais. Ce lapsus a entraîné un buzz dans les médias et suscité diverses parodies.
- San Esperito : Île sud-américaine fictive du jeu vidéo Just Cause.
- Sangala : pays fictif d’Afrique (Rwanda) dans la série 24 heures Chrono et dans le film 24 - Rédemption
- San Gazpacho : pays d'Amérique centrale où vivent les indiens Chorizos dans la bande dessinée Les Profs.
- San Lorenzo : un petit État insulaire et rocheux de la mer des Caraïbes dans Le Berceau du chat de Kurt Vonnegut.
- San Marcos (1) : île de la mer des Caraïbes où se déroule le film Bananas.
- San Marcos (2) : île de la mer des Caraïbes dans un épisode de L'Agence tous risques.
- San Martin : état d'Amérique du Sud, siège d'une des aventures de Tanguy et Laverdure : Les Anges noirs, voisin de Managua.
- San Miguel (1) : pays de la péninsule du Yucutan dans le film La Madone des sleepings de Henri Diamant-Berger.
- San Miguel (2) : pays d’Amérique latine de la bande dessinée XIII.
- San Monique : île de la mer des Caraïbes gouvernée par un seigneur de la drogue dans le film de James Bond Vivre et laisser mourir.
- San Serriffe : état insulaire qui se trouve dans l'océan Indien, au nord-est des Seychelles, apparaossant dans un canular par le journal britannique The Guardian.
- San Sombrèro : pays d'Amérique centrale figurant dans le guide parodique San Sombrèro (en).
- San Theodoros : pays inspiré surtout de la Bolivie et du Mexique dans Les aventures de Tintin, principalement L'Oreille cassée et Tintin et les Picaros.
- Santa Costa : île de la mer des Caraïbes sous gouvernement dictatorial dans l'épisode pilote de la série télévisée Mission impossible. Elle est située entre Cuba et la côte vénézuélienne.
- Sao Rico : pays inspiré des États-Unis dans L'Étoile mystérieuse, épisode de la série BD Les aventures de Tintin.
- Saradia (république de) : nation arabe du Moyen-Orient avec un climatique désert et de grands dépôts pétroliers, dans le film Godzilla vs Biollante.
- Pays de Satin : pays où les plantes sont de velours et de damas, tandis que les animaux de tapisserie, dans Le Cinquième Livre ou Quint Livre, est un livre posthume de Rabelais.
- Saubure : royaume dans le manga anime Gosick.
- Shambhala : contrée mythique hindo-bouddhiste, repris par d'autres religions.
- Silverland : royaume dans le manga Princesse Saphir.
- Skull Island : île de l'océan Indien dans les films King Kong.
- Sodor (ou Chicalor en français) : île de la mer d'Irlande entre la Grande-Bretagne et l'île de Man, dans la série de livres pour enfants The Railway Series (en) de Wilbert Vere Awdry, ainsi que son adaptation en série TV Thomas et ses amis.
- Sokovie : une nation slave dans l’univers Marvel.
- Spensonia (en) : utopie insulaire, apparaissant dans plusieurs œuvres de Thomas Spence, telle que A Supplement to the History of Robinson Crusoe (1782).
- Sticatha : royaume, dans la bande dessinée L'odyssée de Zozimos.
- Stormhold : royaume, dans le film Stardust, le mystère de l'étoile.
- Suari : royaume du Golfe Persique, dans la série télévisée Columbo.
- Suédinavie : parodie de Suède et de la Scandinavie dans Lovely Planet, série de bande dessinée de Téhem.
- Swedenborg : principauté de la saga littéraire Prince Éric.
- Syldavie : royaume des Balkans (dont la capitale est Klow) dans la bande dessinée Les Aventures de Tintin : Le sceptre d'Ottokar, Objectif Lune, L'affaire Tournesol et dans le dessin animé Tintin et le lac aux requins.
- Sylvanie : pays dans le film La Soupe au canard.
- Symkarie (en) : petit royaume européen voisin de la Latvérie dans l'univers de Marvel Comics, d'où est originaire Silver Sable.

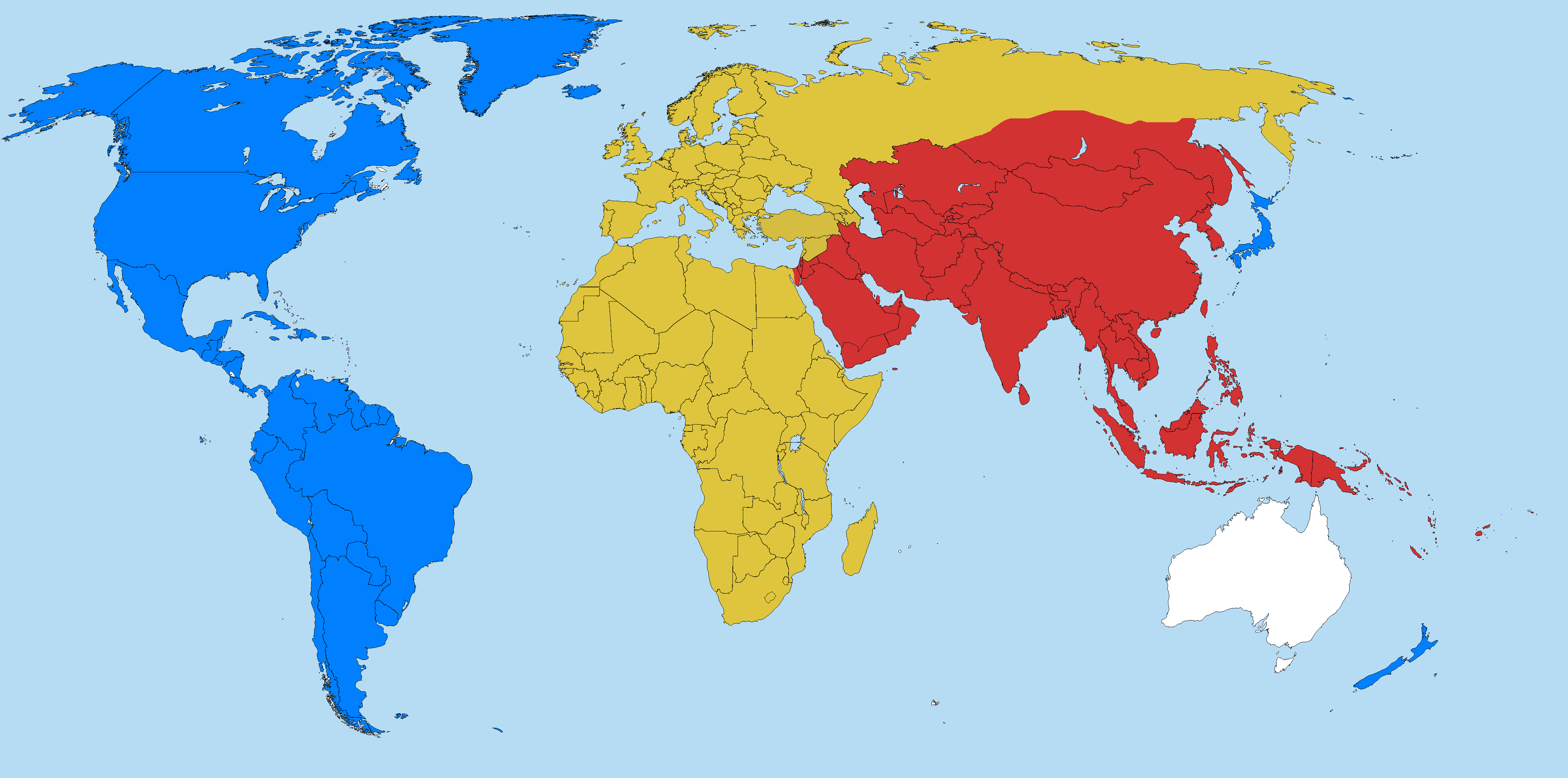
Syraq : pays du Moyen-Orient dans l'univers DC, probalbement un mot-valise entre Syrie et Irak.  - Le monde au début de la série d'animation Code Geass. En bleu, Britannia, en jaune l'Europia, en rouge, la fédération chinoise.
Drapeau du San Serriffe : un gros astérisque.
Drapeau du Sao Rico, Les Aventures de Tintin.
Carte de l'île de Sodor (ou Chicalor), The Railway Series et Thomas et ses amis.
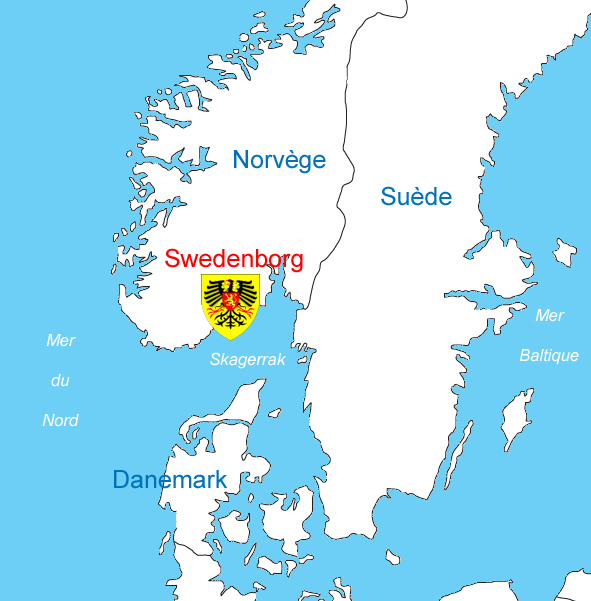
Localisation de la Principauté de Swedenborg, au sud de la Norvège.
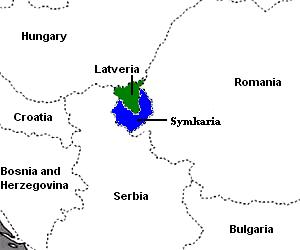
Localisation de la Symkarie et de la Latvérie, en Europe centrale.
  - Drapeau du San Serriffe : un gros astérisque.
  - Drapeau du Sao Rico, Les Aventures de Tintin.
  - Carte de l'île de Sodor (ou Chicalor), The Railway Series (en) et Thomas et ses amis.
  - Localisation de la Principauté de Swedenborg, au sud de la Norvège.
  - Localisation de la Symkarie et de la Latvérie, en Europe centrale.

## T
- Tabor : royaume dans le film Blanche-Neige et le Chasseur.
- Taboulistan : pays dans le film Vive la France.
- Takicardie : royaume dans le dessin animé Le Roi et l'Oiseau.
- Takistan : pays d'Asie en pleine guerre civile voisin du Karzeghistan et du Tchernarus (fictifs), ainsi que de la Russie, dans les jeux vidéos du studio Bohemia Interactive ARMA II et Take On Helicopters.
- Taprobane : île de l'océan Indien dans le roman d'Arthur C. Clarke Les Fontaines du paradis.
- Tathmaziz : situé en Afrique Occidentale, dans le roman Appelez-moi chérie de la série policière San-Antonio.
- Tcherkistan : Dans le film Supercondriaque, le Tcherkistan est un pays d’Europe de l’Est en guerre civile, dirigé par un dictateur militaire.
- Tchernarus : république de l'ex-U.R.S.S. en pleine guerre civile dans divers jeux vidéos du studio Bohemia Interactive, tels que ARMA II et DayZ.
- Tchine : parodie de la Chine dans Lovely Planet, série de bande dessinée de Téhem.
- Tendre : pays dans Clélie, histoire romaine, roman de Madeleine de Scudéry.
- Terabithia : royaume dans une forêt d'Amérique du Nord, évoqué dans le roman de Katherine Paterson Le Royaume de la rivière et dans le film Le Secret de Terabithia.
- Terremer : dans l'anime Les Contes de Terremer.
- Tescala : île de l'Atlantique mentionnée dans la série télévisée Les Experts : Manhattan de Jerry Bruckheimer ; l'île est censée avoir rejoint l'ONU en 1991 et est un port franc.
- Tétaragua : État inspiré du Nicaragua, dans le film Tintin et le Mystère de La Toison d'or.
- Themyscira : pays insulaire dans l'univers DC.
- Tibestan : parodie du dans Lovely Planet, série de bande dessinée de Téhem.
- Tiran : État islamique inspiré de l'Iran, dans le film Le Labyrinthe des passions.
- Tomanie : pays parodiant l'Allemagne nazie dans le film Le Dictateur.
- Touboutt-Chan : pays isolé dans l'Himalaya, où se déroulent deux aventures de Spirou et Fantasio : La Frousse aux trousses et La Vallée des bannis.
- Tropico : État insulaire de la mer des Caraïbes dans le jeu vidéo pour ordinateur Tropico.
- Tryphème : royaume péninsulaire européen qui prolonge les Pyrénées vers les eaux de la Méditerranée, dans Les Aventures du roi Pausole, roman de Pierre Louÿs.
- Tsalal : une île en Antarctique dans le roman de 1838 Les Aventures d'Arthur Gordon Pym d'Edgar Allan Poe et dans sa suite de 1897 Le Sphinx des glaces par Jules Verne. L'île est peuplée d'une tribu (ethnologie) menée par le chef Too-Wit.
- Turgizie : ancienne république soviétique dans la série Borgen, une femme au pouvoir.

Drapeau du Tchernarus, ARMA II et DayZ.
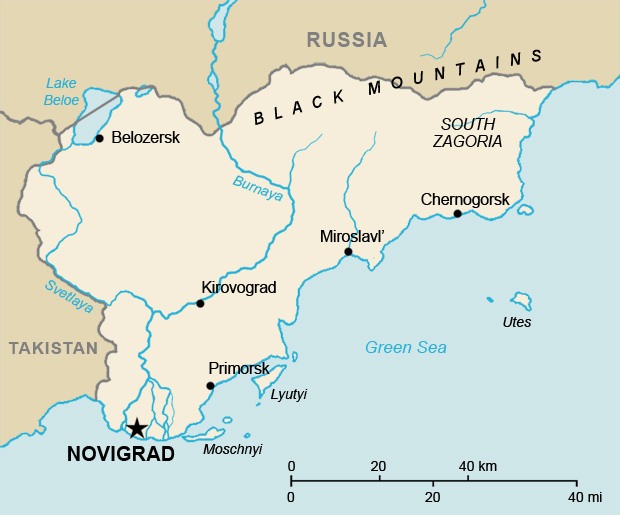
Carte du Thernarus, montrant également les pays voisins du Takistan et de la Russie.
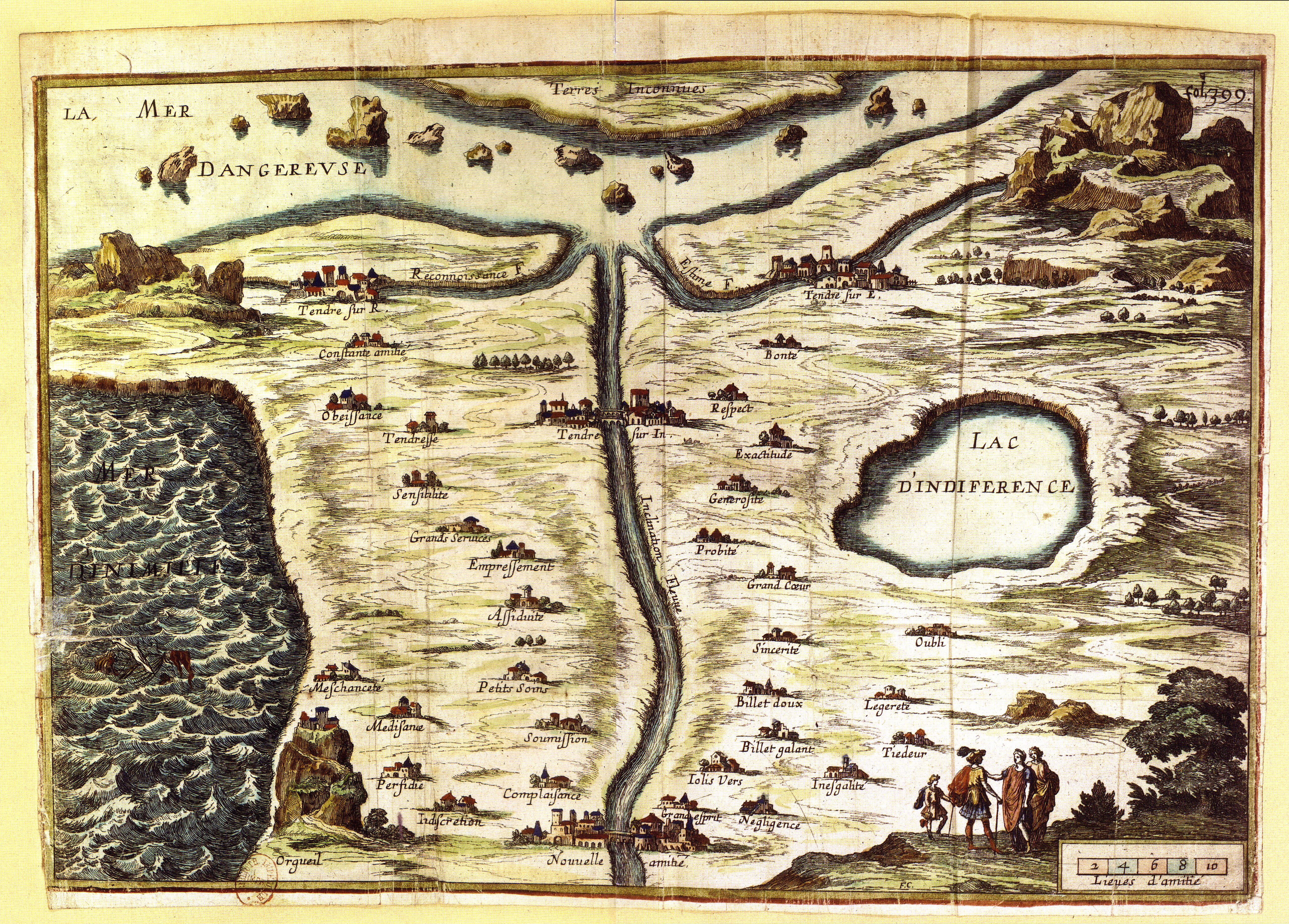
Carte de Tendre ou Carte du Pays de Tendre.
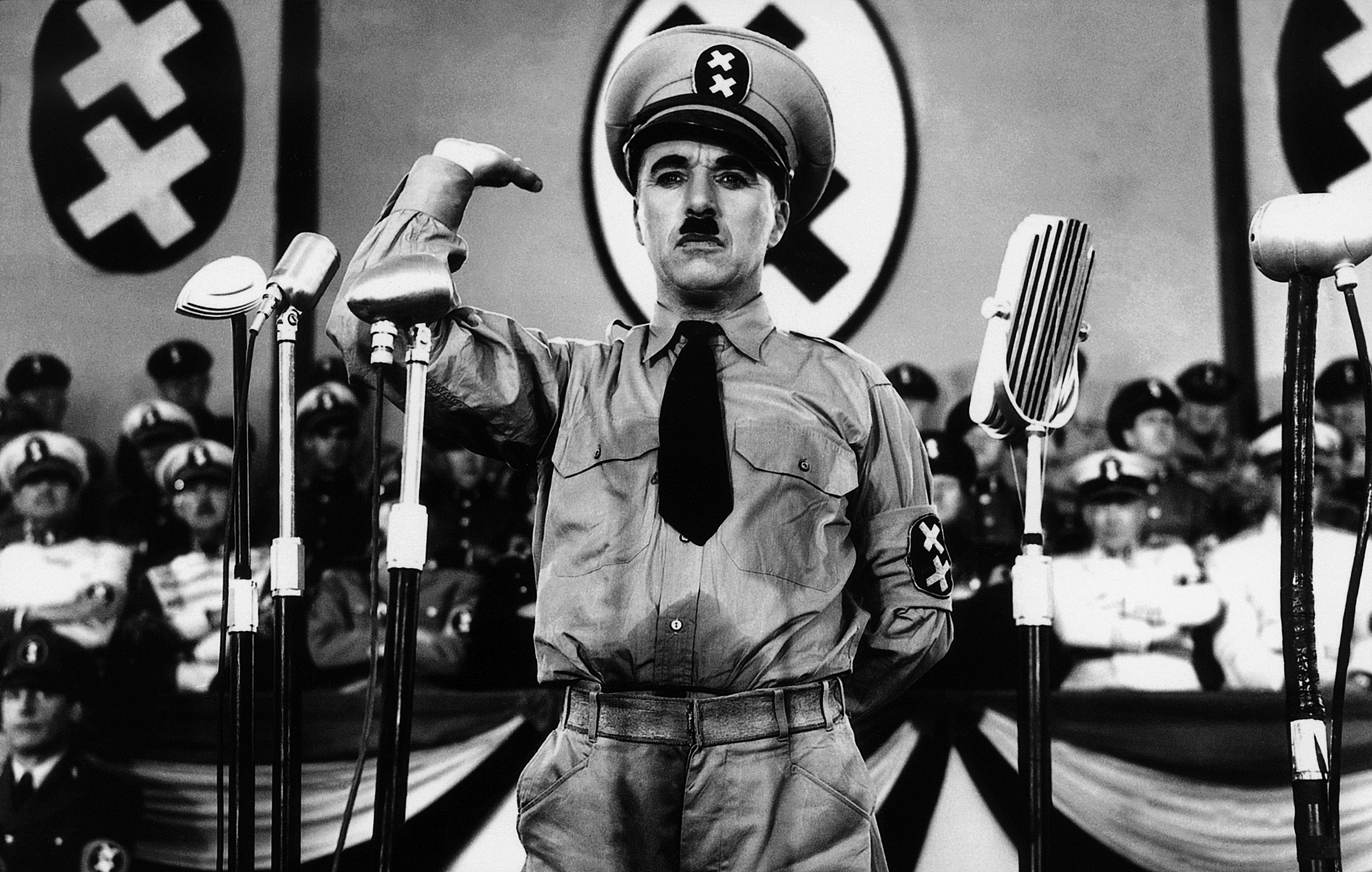
Adenoïd Hynkel, dictateur de Tomanie, Le Dictateur.
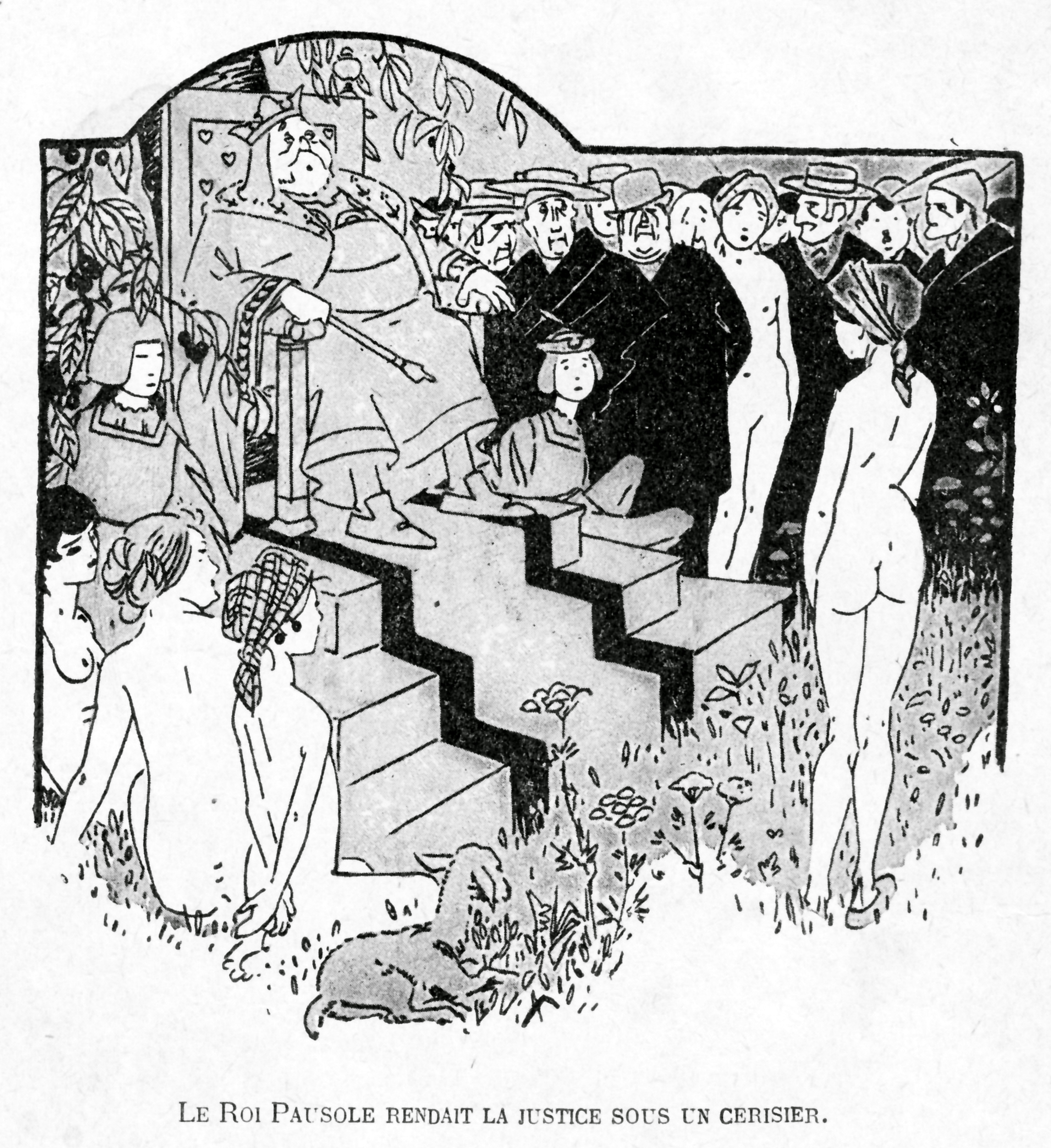
Le roi Pausole, roi de Tryphème, rendant la justice, Les Aventures du roi Pausole.

## U
- Ul Qoma: ville état dans le roman The City and the City.
- Urdar : royaume dans le roman Princesse Brambilla.
- Utopia (1) : pays insulaire où se déroule le récit utopiste de Thomas More ; c'est aussi le pays dont Pantagruel soupçonne Panurge d'être originaire.
- Utopia (2) : royaume insulaire du Pacifique Sud, dans l'opéra Utopia, Limited (en) d'Arthur Sullivan.

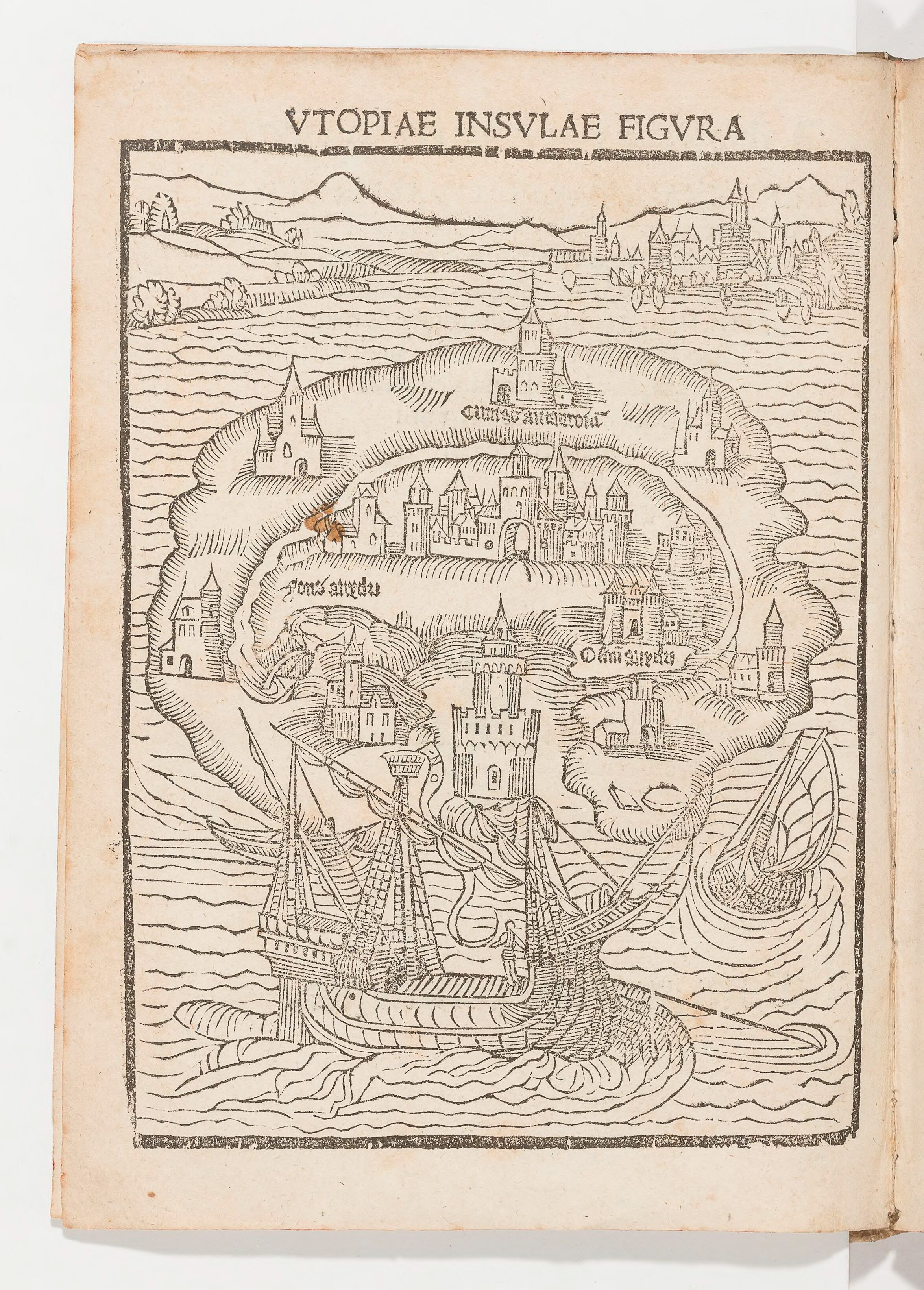
Carte de l'Utopie.

## V
- Vadutz (de) : dans l'œuvre de Clemens Brentano.
- Val Verde (en) : pays d’Amérique latine dans les films Commando, Predator et 58 minutes pour vivre.
- Vallée du Vent : royaume dans l'anime Nausicaa de la Vallée du Vent.
- Vanutu : pays du Pacifique sud comprenant quatre atolls dans le roman État d'urgence de Michael Crichton.
- Varaiso : pays d'Amérique du Sud dans la bande dessinée Le Disparu de l'enfer de la série Ric Hochet.
- Varanie : royaume d'Europe centrale dans le roman Une Araignée appelée à régner.
- Volta : pays d’Afrique dans les comics Judge Dredd.
- Vulgarie : dictature, dans le film Chitty Chitty Bang Bang.

## W
- Wakanda : pays africain dans l'univers Marvel.
- Wadiya : pays rebelle du Moyen-Orient dans le film The Dictator.
- Wurthenheim : pays d'Europe Occidentale fondé sous la forme d'un Grand-Duché (voir les aventures de Wayne Shelton, tome Son altesse Honesty).

## Y
- Yapon : parodie du Japon dans Lovely Planet, série de bande dessinée de Téhem.
- Ys, île imaginaire située entre le monde certain et le monde incertain provenant d'une parcelle de Bretagne s'étant détachée du continent à la suite d'un cataclysme d'après la trilogie de fantasy Le Livre des étoiles d'Erik L'Homme.

## Z
- Zahramay : pays dans la série de films Shimmer et Shine.
- Zamunda : pays africain fictif d'où vient le héros des films Un prince à New York et Un prince à New York 2.
- Zheng Fa, dans la saga de jeux vidéo et manga Ace Attorney, petit État continental d'Asie, fortement inspiré de la Chine et de la Corée.
- Zimbabouin : pays d’Afrique où le trafic d’ivoire est très présent et où une partie de la jungle est peuplé de mutations génétiques d'animaux, provoquées par le crash d'un avion transportant des bombes atomiques dans Les 4 As et le mystère de la jungle, dans la série de bandes-dessinées Les 4 As.
- Zôtrland : monarchie germanique dans Le Roi des Zôtres, épisode de la série BD Achille Talon sorti en 1977.
- Zubrowka : république européenne des Alpes dans le film The Grand Budapest Hotel[11].